# Pesa Elf
Pesa Elf (ang. electric low floor – elektryczny niskopodłogowy) – rodzina normalnotorowych elektrycznych zespołów trakcyjnych polskiej produkcji, wytwarzanych od 2010 w zakładach Pesy w kilku wersjach, różniących się liczbą członów i przeznaczeniem. W skład rodziny wchodzą modele: 21WE (EN62), 22WE (EN76), 27WE i 34WE (EN96). Zostało wyprodukowanych ponad 100 elfów i są one eksploatowane przez SKM Warszawa, Koleje Mazowieckie, Koleje Śląskie, Koleje Wielkopolskie, Koleje Dolnośląskie i Polregio.

## Historia

### Geneza

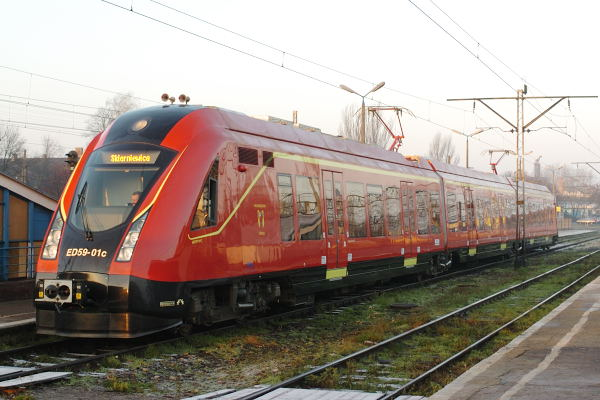
Pesa Acatus (15WE)

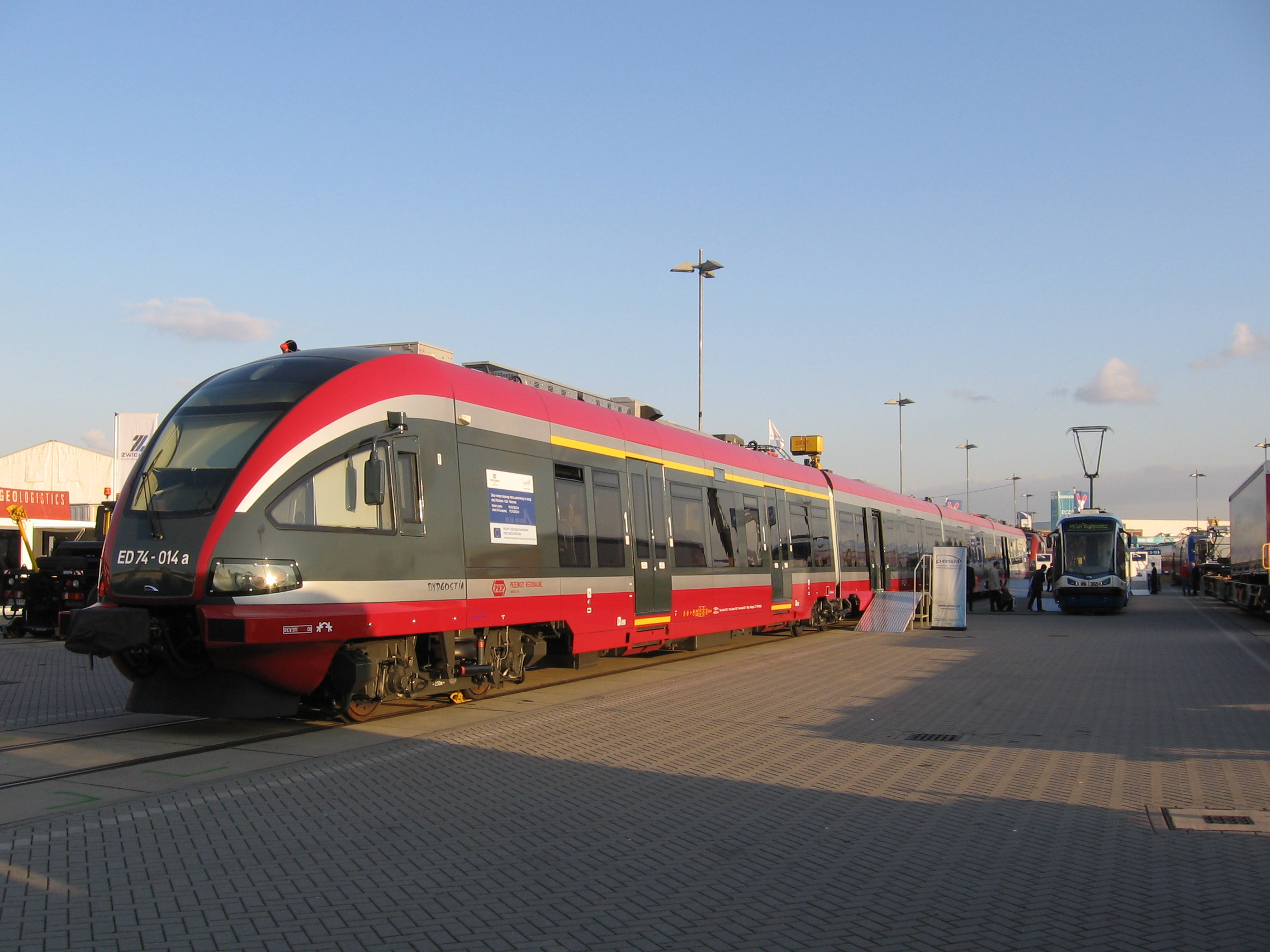
Pesa Bydgostia (16WEk)

Po II wojnie światowej elektryczne zespoły trakcyjne powstawały aż do 1997 tylko w zakładach Pafawag z Wrocławia. Były one producentem m.in. najpopularniejszego w Polsce EZT serii EN57. Pafawag po prywatyzacji w latach 90. zaprzestał produkcji tego typu pojazdów, a ostatnim wyprodukowanym zespołem był ED73 z 1997. Polskie Koleje Państwowe zakończyły wówczas zamówienia na nowy tabor, w tym na EZT.
Od końca lat 80. PKP, a od początku XXI w. również samorządy, kupowały głównie wagony spalinowe i spalinowe zespoły trakcyjne, gdyż w obsłudze linii niezelektryfikowanych dominowały paliwożerne lokomotywy. Pozwoliło to polskim producentom oraz przewoźnikom na zebranie doświadczenia w produkcji i eksploatacji lekkiego taboru. Dodatkowo modernizowano posiadane przez polskich przewoźników zespoły trakcyjne serii EN57.
Elektryczne zespoły trakcyjne nowych producentów zaczęły pojawiać się na polskich torach w 2004. Od tego czasu przetargi na dostawę EZT wygrywały trzy firmy: Pesa (dawne ZNTK Bydgoszcz), Newag (dawne ZNTK Nowy Sącz) oraz Stadler Rail Polska. Pesa po głębokiej restrukturyzacji w 1998 początkowo (od 2001) zajęła się produkcją wagonów spalinowych i spalinowych zespołów trakcyjnych, jednakże w 2004 podjęła się zbudowania pierwszych EZT dla Warszawskiej Kolei Dojazdowej – 13WE (EN95). Pomimo planów zakupu 10 sztuk, produkcja została zakończona po jednym egzemplarzu. Kolejnym wyprodukowanymi EZT-ami były 15WE (2006) oraz 16WEk (2007). W obu przypadkach produkcja zakończyła się po jednym zamówieniu. Jedną z przyczyn niepowodzenia była wysoka podłoga (1000 mm nad główką szyny), utrudniająca szybką wymianę pasażerów oraz coraz popularniejsze przewozy rowerów, wózków dziecięcych czy inwalidzkich. W Polsce (poza aglomeracją warszawską i gdańską) właściwie nie występowały wysokie perony oraz nie było planów ich budowy, więc wprowadzanie niskopodłogowych EZT stało się istotne dla zamawiających nowy tabor. Pesa wyszła temu naprzeciw projektując Elfa oraz Acatusa II, które są dostosowane do bezstopniowej obsługi peronów wysokości 550/760 mm nad PGS. W procesie projektowania rodziny Elf brał udział 110-osobowy zespół inżynierów Pesy, a ponadto inżynierowie poddostawców i pracownicy naukowi krajowych uczelni technicznych. Producent projektując nowy model wzorował się na pojazdach zagranicznej konstrukcji – Talent 2 i Desiro ML.

### Zamówienia

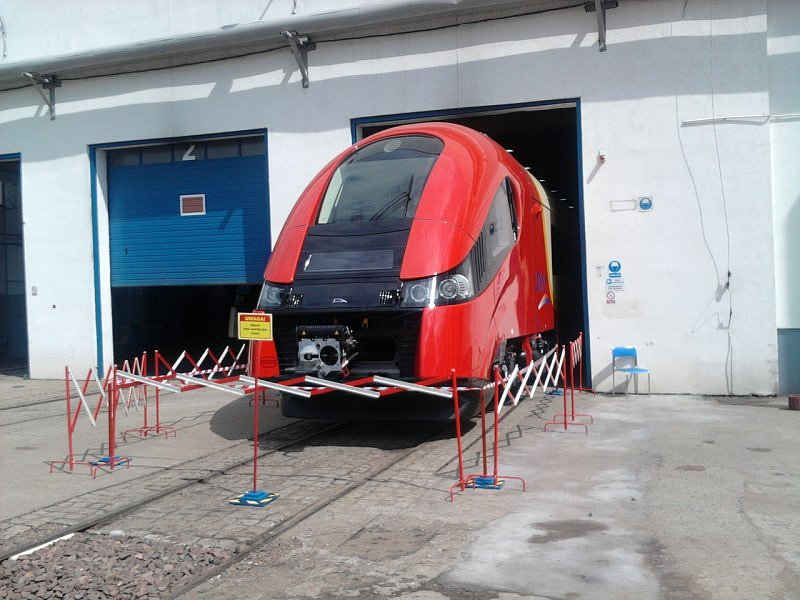
27WE-001 dla SKM Warszawa w hali produkcyjnej

- 22 grudnia 2009 – podpisanie umowy na dostawę 8 EZT typu 22WE dla UM województwa śląskiego[14],
- 15 marca 2010 – podpisanie umowy na dostawę 13 EZT typu 27WE dla SKM Warszawa[14],
- 17 sierpnia 2010 – podpisanie umowy na dostawę 4 EZT typu 34WE dla UM województwa świętokrzyskiego[14],
- 20 stycznia 2011 – podpisanie umowy na dostawę 16 EZT typu 22WEe dla UM województwa mazowieckiego[14],
- 8 lutego 2011 – podpisanie umowy na dostawę 22 EZT typu 22WEa dla UM województwa wielkopolskiego[14],
- 30 marca 2011 – podpisanie umowy na dostawę 1 EZT typu 22WEb dla UM województwa śląskiego[14],
- 7 listopada 2011 – podpisanie umowy na dostawę 1 EZT typu 21WE dla UM województwa warmińsko-mazurskiego[14],
- 10 września 2012 – podpisanie umowy na dostawę 6 EZT typu 27WEb dla Kolei Śląskich[15],
- 26 listopada 2013 – podpisanie umowy na dostawę 5 EZT typu 22WEc dla UM województwa kujawsko-pomorskiego[16][17],
- 10 października 2015 – podpisanie umowy na dostawę 1 EZT typu 22WEc dla UM województwa kujawsko-pomorskiego[18],
- 18 października 2016 – podpisanie umowy na dostawę 10 EZT dla UM województwa śląskiego i 3 EZT Kolei Śląskich[19][20],
- grudzień 2016 – podpisanie umowy na dostawę 4 EZT dla Przewozów Regionalnych[21][22],
- koniec 2016 – podpisanie umowy na dostawę 4 EZT dla Kolei Śląskich (w ramach opcji z wcześniejszego zamówienia)[23],
- 30 stycznia 2017 – podpisanie umowy na dostawę 7 EZT dla UM województwa podkarpackiego[24],
- luty 2017 – podpisanie umowy na dostawę 2 EZT dla UM województwa śląskiego (w ramach opcji z wcześniejszego zamówienia)[25],
- 23 sierpnia 2017 – podpisanie umowy na dostawę 10 EZT dla UM województwa wielkopolskiego[26],
- 21 maja 2018 – podpisanie umowy na dostawę 13 EZT dla SKM Warszawa[27][28] (kontrakt zerwany w październiku 2019)[29],
- 14 lutego 2019 – podpisanie umowy na dostawę 5 EZT dla UM województwa wielkopolskiego[30].
- 7 marca 2019 – podpisanie umowy na dostawę 7 EZT dla czeskiego przewoźnika RegioJet[31][32],
- 2019 – podpisanie umowy na dostawę 2 EZT dla Kolei Śląskich (w ramach zamówienia uzupełniającego z wcześniejszego zamówienia)[33],
- 28 października 2019 – podpisanie umowy na dostawę 4 EZT dla UM województwa małopolskiego[34],
- 29 września 2020 – podpisanie umowy na dostawę 5 EZT dla Kolei Dolnośląskich (z opcją na kolejne 20, z której później skorzystano)[35][36],
- 2022 – podpisanie umowy ramowej na dostawę 30 EZT dla czeskiego przewoźnika RegioJet[37],
- 2 listopada 2022 – podpisanie umowy na dostawę 5 EZT dla UM województwa kujawsko-pomorskiego[38],
- 17 stycznia 2023 – podpisanie umowy na dostawę 4 EZT dla UM województwa wielkopolskiego[39],
- 19 grudnia 2023 – podpisanie umowy na dostawę 20 EZT dla rumuńskiego przewoźnika CFR Călători[40],
- 30 stycznia 2024 – podpisanie umowy na dostawę 62 EZT dla rumuńskiego przewoźnika CFR Călători[41],
- 29 sierpnia 2024 – podpisanie umowy na dostawę 10 EZT dla Kolei Dolnośląskich[42],
- 14 maja 2025 - skorzystanie z opcji na dostawę 9 EZT (do pierwotnej umowy na 20 EZT) dla rumuńskiego przewoźnika CFR Călători[43].

### Prezentacje promocyjne

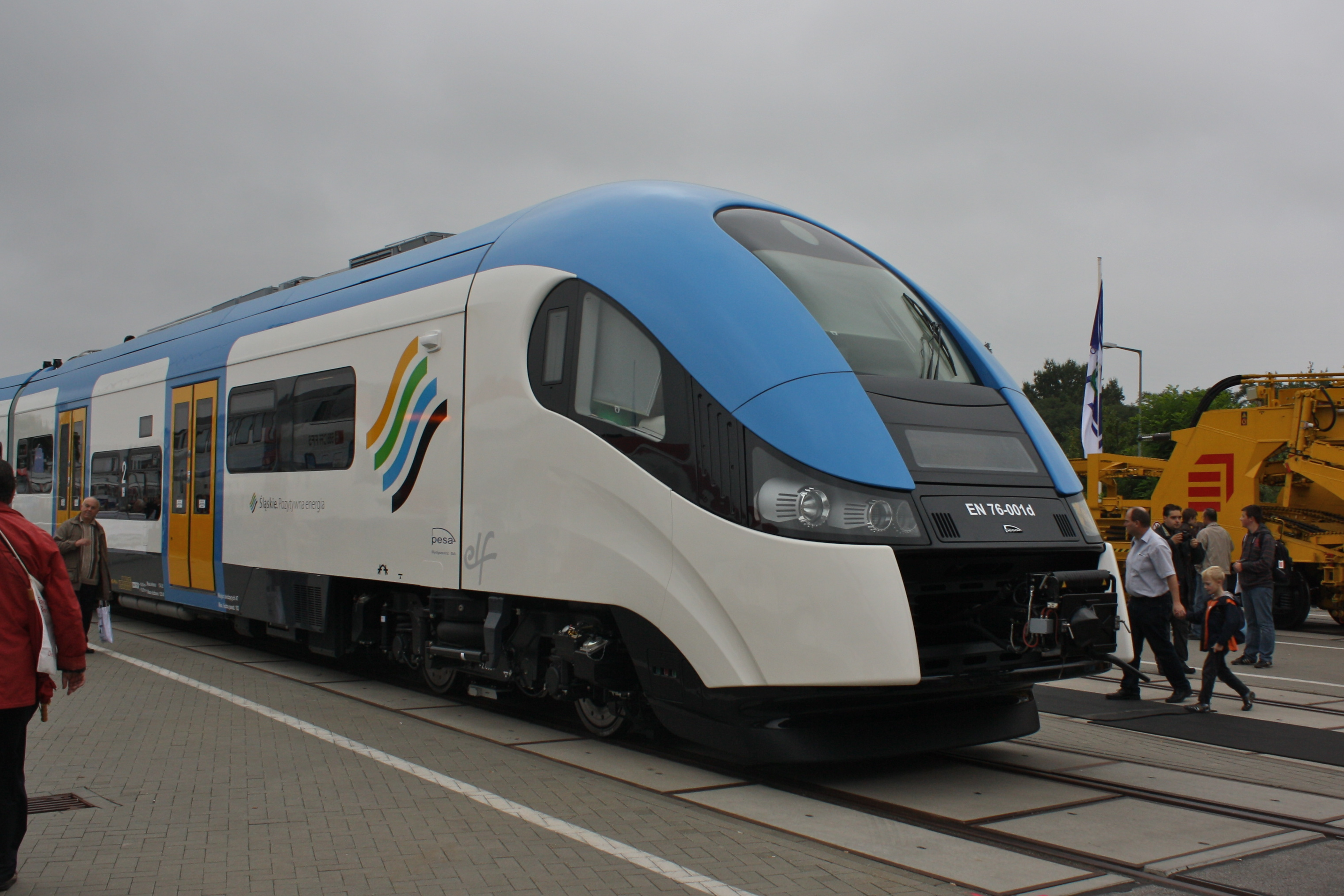
Premierowy pokaz modelu Elf na InnoTrans 2010

Światowa premiera Elfa miała miejsce 21 września 2010 podczas targów InnoTrans w Berlinie. Pesa zaprezentowała wówczas EN76-001 wyprodukowanego dla województwa śląskiego. Na polskich targach Trako w Gdańsku Elf pojawił się rok później – w dniach od 11 do 15 października 2011 producent zaprezentował EN96-002 wyprodukowanego dla województwa świętokrzyskiego, a Koleje Mazowieckie zaprezentowały swojego EN76-015. 28 czerwca 2012 w czeskim Velimiu, przy okazji pierwszej prezentacji Linka dla przewoźnika České dráhy, Pesa pokazała również mazowieckiego EN76-011. W dniach 18-20 czerwca 2013 na targach Czech Raildays w Ostrawie Pesa zaprezentowała wielkopolskiego EN76-035. W dniach 24-27 września na targach Trako w Gdańsku zaprezentowano wersję trójczłonową – EN62-001. We wrześniu 2017 na gdańskich targach Trako zaprezentowano 21WEa-002, a w czerwcu 2018 na ostrawskich targach Czech Raildays 34WEa-003. We wrześniu 2019 wielkopolski 48WE-004 został zaprezentowany na Trako.

### Kolejne EZT Pesy
Rodzina Elf została zaprojektowana jako platforma pociągów o uniwersalnym przeznaczeniu. Jednakże w 2013 Pesa proponując model Elf kilkukrotnie przegrała w przetargach z konkurencją oferującą tańsze pojazdy. Z tego powodu bydgoski producent włączył do swojej oferty nową rodzinę elektrycznych zespołów trakcyjnych Acatus Plus, które mimo niższych kosztów budowy wciąż mają spełniać wymagania części zamawiających. Pierwszą umowę na EZT z nowej rodziny podpisano 4 września 2013 z przedstawicielami województwa podkarpackiego, które zamówiło 2 sztuki typu 40WE.
Dodatkowo, mimo posiadanego projektu dalekobieżnej wersji Elfa, w przetargu ogłoszonym przez PKP Intercity Pesa zaoferowała inny EZT nowszej konstrukcji – Dart. 23 maja 2015 doszło do podpisania umowy.

### Elf II

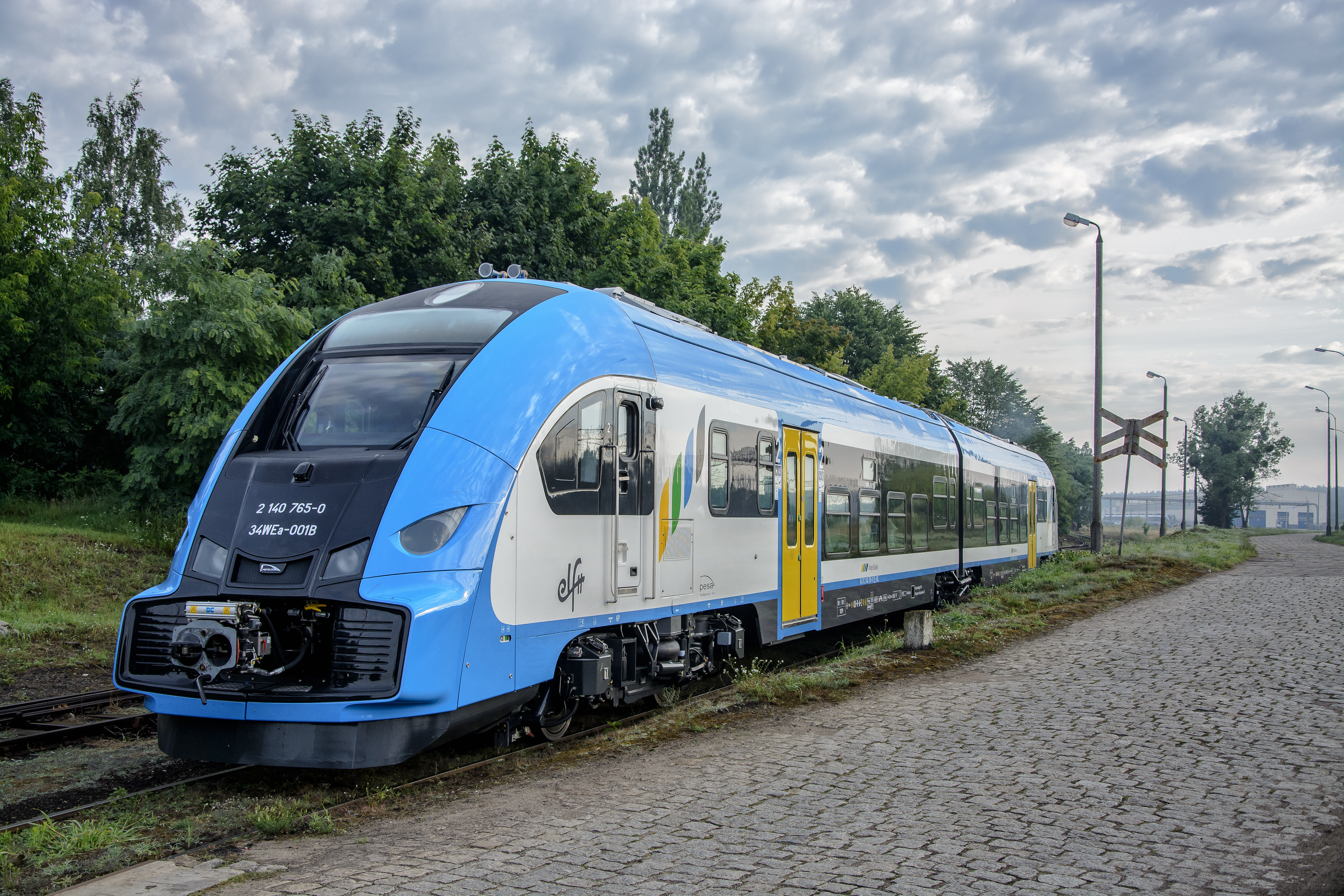
Jeden z pierwszych elfów II

Konieczność spełniania przez produkowane pojazdy szynowe technicznych specyfikacji interoperacyjności spowodowała, że począwszy od 2016 roku Pesa zaprzestała sprzedaży Elfów na rzecz Elfów II różniących się od poprzednika m.in. zgodnością z tymi wymaganiami. Pierwszym odbiorcą Elfów II były Koleje Śląskie, które wraz z województwem śląskim w październiku 2016 zamówiły kilkanaście sztuk.

### Elf.eu
W związku z planami eksportowymi dotyczącymi EZT z rodziny Elf, Pesa opracowała platformę Elf.eu przystosowaną do wymagań odbiorców spoza Polski. Została ona oparta na pojazdach typu Elf II, wyróżnia się jednak m.in. wielosystemowością (dostosowanie do napięć 3 kV DC oraz 25 kV AC). Składy z platformy Elf.eu mogą występować w konfiguracjach o długości od 2 do 5 członów. Na opracowanie platformy Elf.eu Pesa otrzymała w kwietniu 2019 dofinansowanie w wysokości 19 mln złotych od Narodowego Centrum Badań i Rozwoju w ramach konkursu „Szybka ścieżka” dla dużych przedsiębiorstw.
Pierwszym przewoźnikiem, który zamówił jednostki z tej platformy został czeski RegioJet, które zamówił dwusystemowe jednostki dwuczłonowe. Od elfów dla polskich przewoźników będą dodatkowo różnić się dłuższymi członami opartymi na niezależnych wózkach. 14 sierpnia 2022 pierwsze jednostka wykonała swój pierwszy przejazd na otwartej infrastrukturze w Czechach.

## Konstrukcja

### Charakterystyka rodziny
Elfy to normalnotorowe, pozbawione drzwi międzywagonowych, niskopodłogowe składy przeznaczone do obsługi przewozów pasażerskich wszystkich rodzajów – od aglomeracyjnych, poprzez regionalne i międzyregionalne do dalekobieżnych. W zależności od przeznaczenia składy mogą cechować się różnym przyspieszeniem, maksymalną prędkością eksploatacyjną, długością (wersje zamówione w latach 2009–2013 są 2-, 3-, 4- i 6-członowe), liczbą drzwi (od jednej do trzech par na stronę członu) i zagospodarowaniem wnętrza. Najbogatsza wersja (10 członów i prędkość maksymalna 190 km/h) jest przewidziana dla pociągów kwalifikowanych. Sylwetkę zewnętrzną oraz wnętrze pojazdów zaprojektował Bartosz Piotrowski.
Pesa oferuje także pojazdy Elf dostosowane do szyn o rozstawie 1520 mm. Jednakże żaden taki pojazd nie został zamówiony.

#### Zasilanie, napęd i podwozie

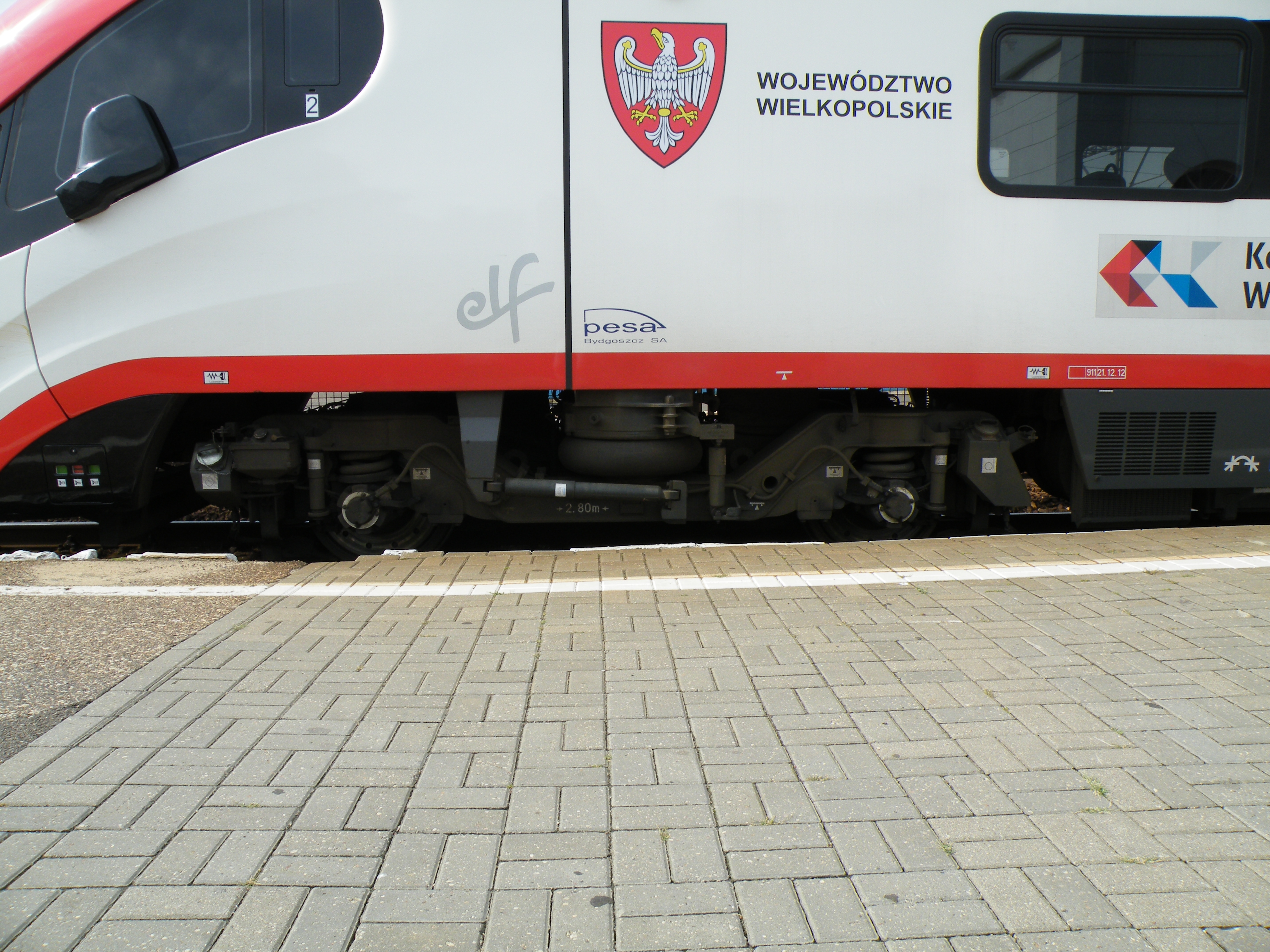
Wózek napędowy w 22WE

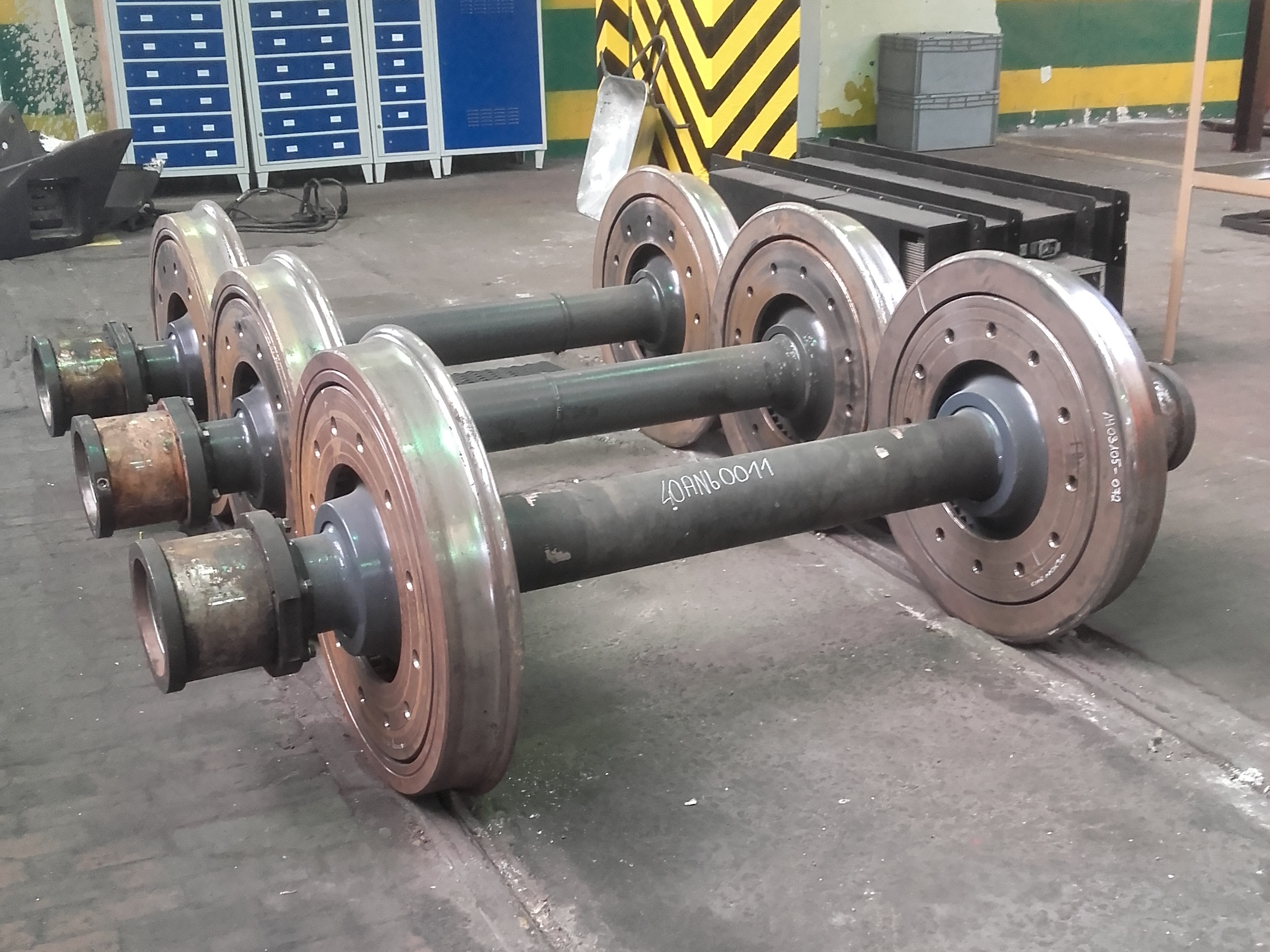
Zestaw kołowy z wózka 40ANb

W większości wersji pierwszy i ostatni wózek to wózki napędowe, a wózki pomiędzy członami (w systemie Jakobsa) to wózki toczne. Taki układ może być stosowany w składach do pięciu członów, dlatego wyjątkiem od tej reguły są modele 27WE i 27WEb.
Wózki elfów wyposażone są w dwa stopnie usprężynowania. Pierwszym są sprężyny stalowe, a drugim sprężyny pneumatyczne (poduszki powietrzne Conti Tech) ze sprężyną awaryjną. Poduszki (po dwie na wózkach klasycznych i po cztery na wózkach Jacobsa) stanowią podparcie dla pudeł. Dla dodatkowego tłumienia drgań zamontowano amortyzatory hydrauliczne przy sprężynach śrubowych i pneumatycznych (pionowe), jarzmie czopa skrętu (poprzeczne) i z boku wózków (wzdłużne, jako tłumiki wężykowania).
Ze względu na sposób połączenia członów ze sobą, nie jest możliwe skracanie i wydłużanie pojazdu w warunkach eksploatacyjnych. Istnieje możliwość łączenia elfów w zespoły pracujące w trakcji wielokrotnej, składające się z maksymalnie dwóch (27WEb) lub trzech jednostek (np. 22WE, 27WE).
Wersje zamówione do końca 2014 są przeznaczone do linii zelektryfikowanych prądem stałym o napięciu 3 kV, lecz istnieje również możliwość produkcji składów zasilanych prądem przemiennym o napięciu 25 kV lub 15 kV.

#### Nadwozie
Szkielet pudeł elfów zbudowany jest ze stali o podwyższonej odporności na korozję, poszycie o grubości 1,5 mm również jest stalowe, natomiast czoło pojazdu wykonano z tworzyw sztucznych.
Wszystkie drzwi znajdują się w strefie z niską podłogą, pod którymi umieszczono wysuwane stopnie ułatwiające wsiadanie z peronów o wysokości mniejszej niż 550/760 mm nad PGS.

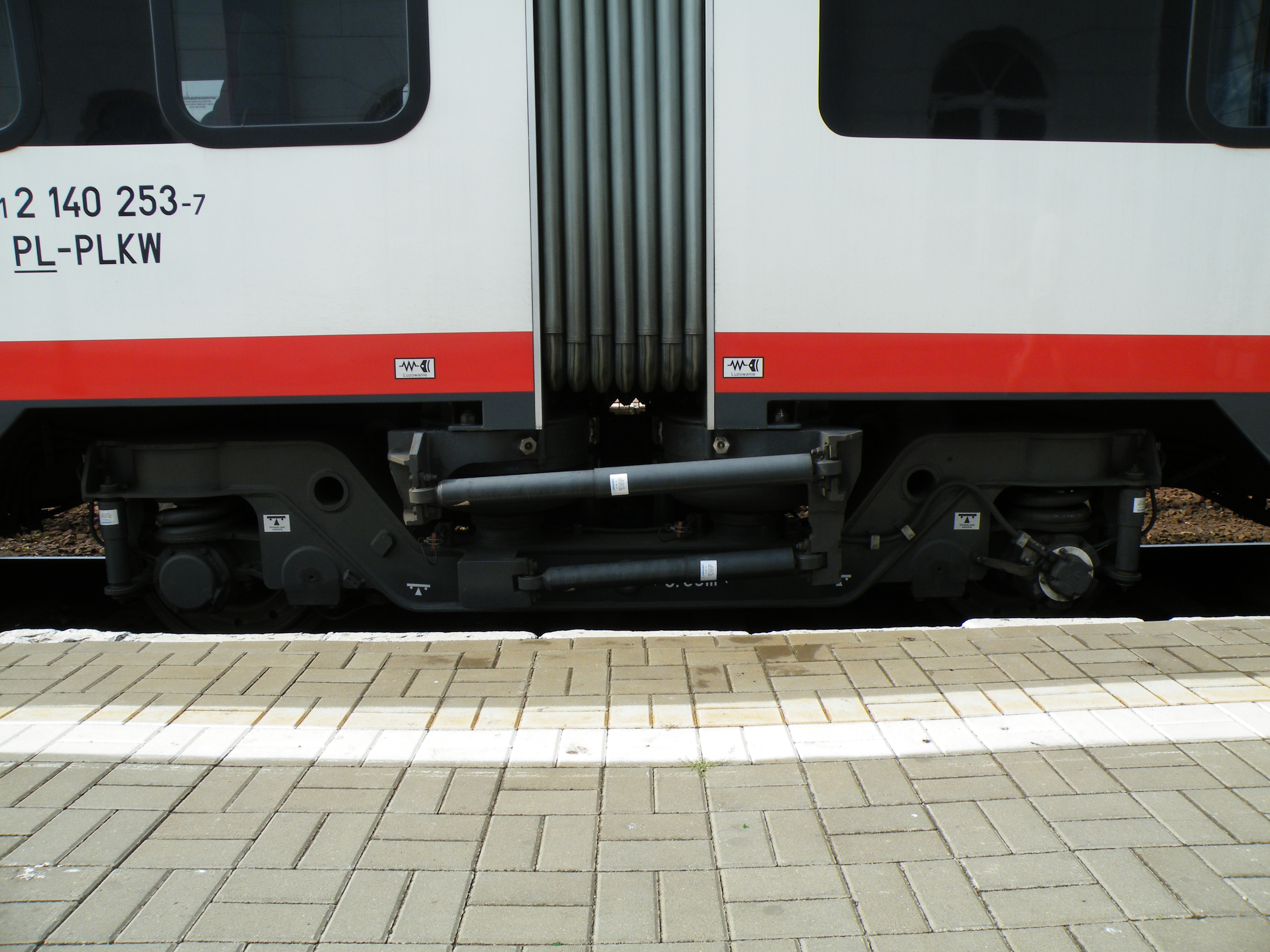
Wózek toczny

#### Wnętrze

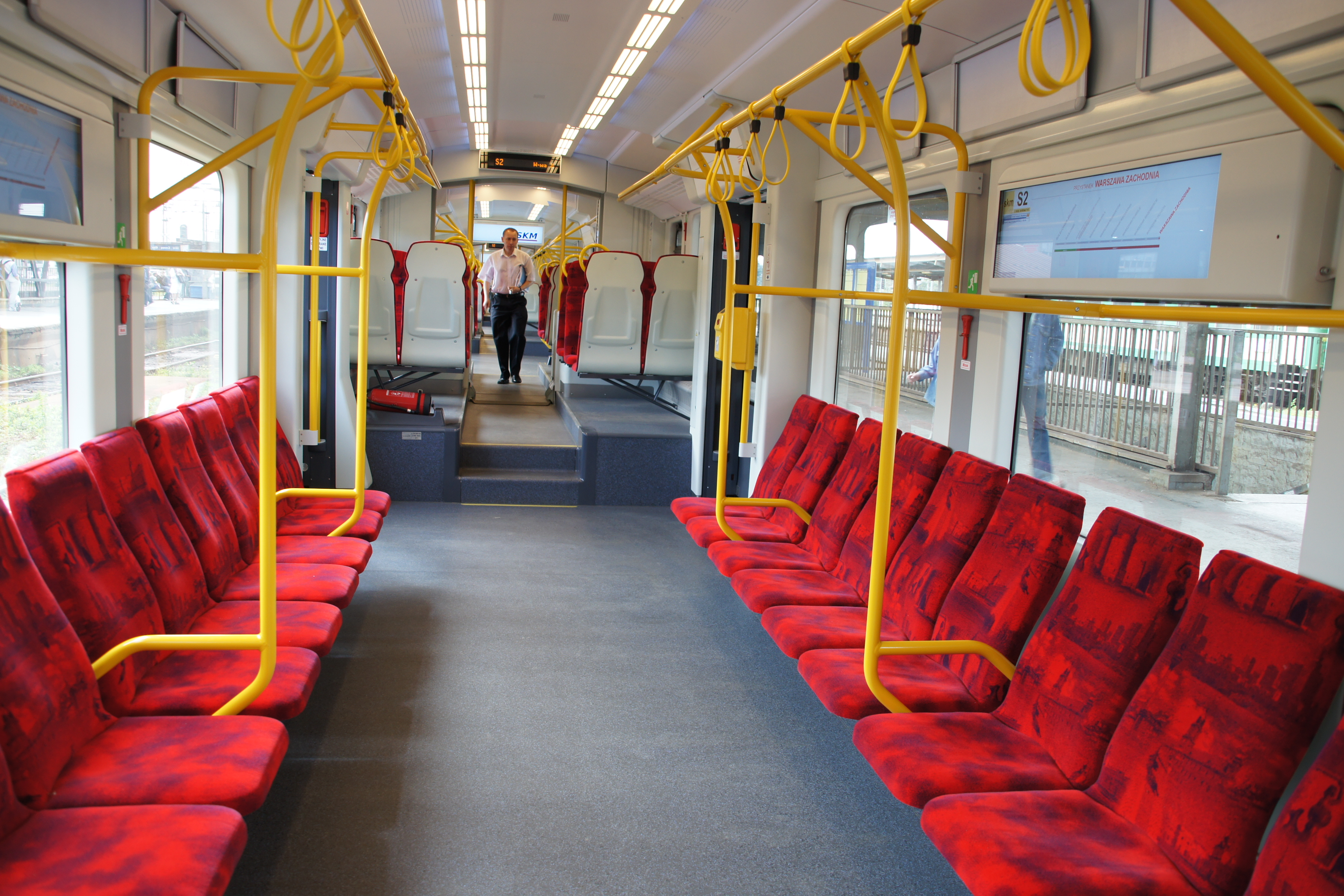
Wnętrze 27WE

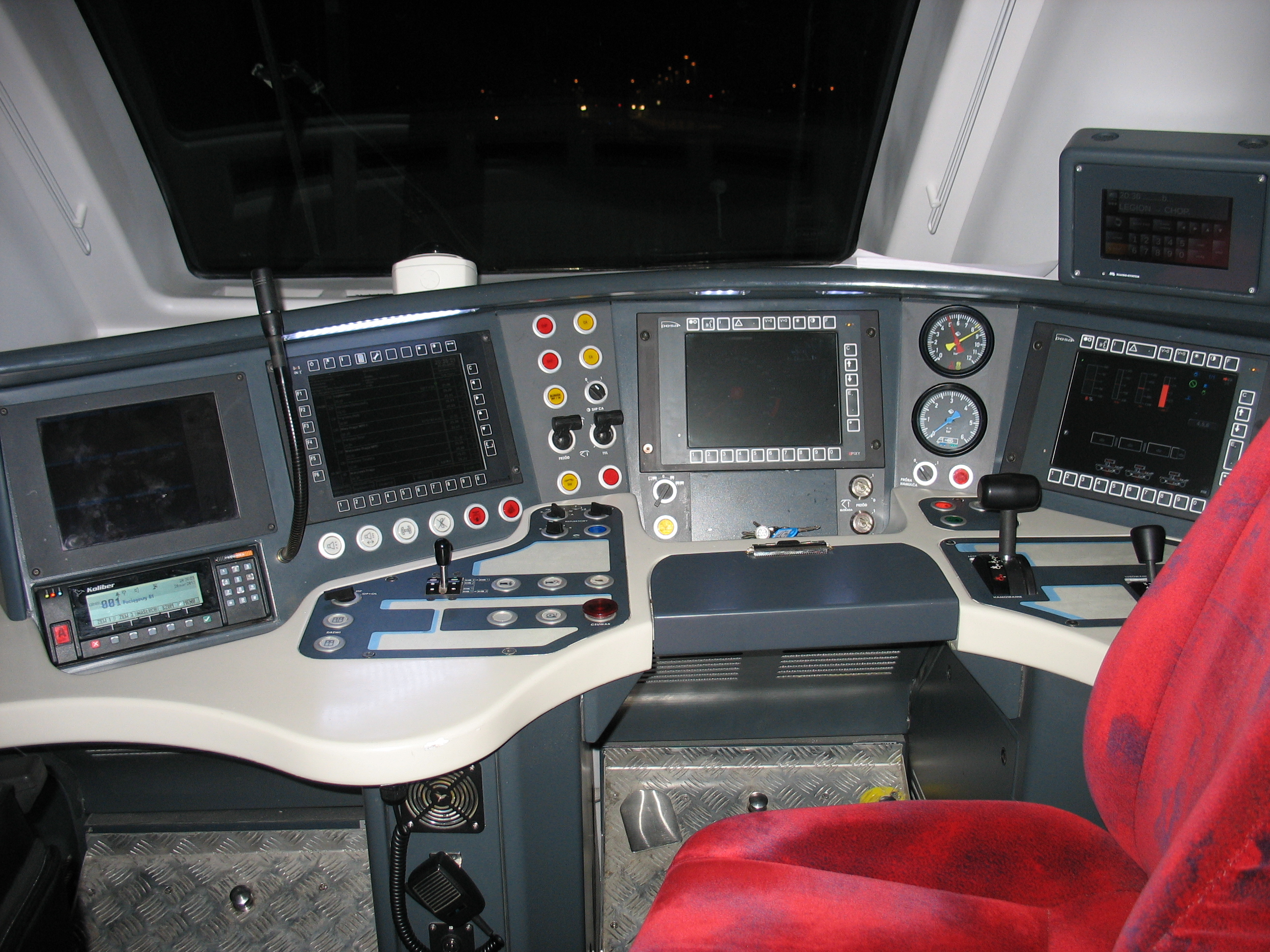
Kabina 27WE

Szczegóły wyposażenia wnętrza też są odpowiednio dostosowywane dla zamawiającego. Stosowane są różne układy (rzędami, grupami i wzdłuż okien) i rodzaje foteli. W przestrzeni pasażerskiej znajduje się toaleta w systemie zamkniętym (niezainstalowana w wersji wykonanej dla SKM Warszawa) oraz przestrzeń dla podróżnych z ograniczoną możliwością poruszania się, dużym bagażem lub rowerem, w pobliżu której, przy drzwiach są windy dla niepełnosprawnych. Elfy są wyposażone w kabiny przystosowane do obsługi dwuosobową drużyną trakcyjną (maszynista pociągu + pomocnik maszynisty), dzięki czemu (zgodnie z obowiązującymi przepisami) mogą w normalnej eksploatacji przekraczać prędkość 130 km/h.

#### Bezpieczeństwo
Pojazdy jako pierwsze w Polsce spełniają europejską normę bezpieczeństwa pasywnego PN-EN-15227 (kat. C1). Norma ta przewiduje cztery scenariusze zderzeń:
1. zderzenie dwóch pojazdów o masach 185 t przy prędkości 36 km/h (energia zderzenia E=2,31 MJ)[61]
2. zderzenie pojazdu ze standardowym wagonem towarowym (masa 80 ton), prędkość 36 km/h (energia zderzenia E=2,71 MJ)[61]
3. zderzenie pojazdu o masie 185 ton z cysterną (naczepą) o masie 15 ton, prędkość 110 km/h, energia zderzenia E=6,46 MJ[61]
4. zderzenie pojazdu o masie 185 ton z małą przeszkodą (samochód, zwierzę); zapewnienie statycznej wytrzymałości zgarniacza na poziomie 300 kN w osi pojazdu[61]

Do wypełnienia założeń pierwszych dwóch scenariuszy zamontowano opatentowane przez Pesa Bydgoszcz absorbery energii z systemem antywspinającym. Ich rolą jest przejmowanie energii w celu ochrony ludzi i pociągu oraz sczepianie pojazdów, aby zapobiec ich nasuwaniu się na siebie. Dla założeń trzeciego scenariusza przed klatką bezpieczeństwa kabiny maszynistów zainstalowano blok z aluminium komorowego (Honey Comb) dodatkowo pochłaniający energię w trakcie kolizji. Zainstalowane dla potrzeb czwartego scenariusza zgarniacze mają odsuwać lekką przeszkodę (np. samochód) z toru, aby nie została zmiażdżona pod pociągiem. Funkcję zderzaka w elfie pełni także sprzęg czołowy. Zaprojektowano go tak, aby w trakcie kolizji wsuwał się pod pojazd, co ma zmniejszać ryzyko wykolejenia składu. Wytrzymałość konstrukcji elfa określono jako P II według normy PN-EN-12663-1.
Testy poszczególnych elementów systemu bezpieczeństwa przeprowadzano na rzeczywistych obiektach 1:1 i w postaci symulacji komputerowych.

### Wersje
| Typ          | Liczba członów | Układ osi           | Układ drzwi | Liczba miejsc siedzących | Masa służbowa | Długość całkowita | Liczba i moc silników | Maksymalna prędkość eksploatacyjna | Wyposażenie |                                    |
| ------------ | -------------- | ------------------- | ----------- | ------------------------ | ------------- | ----------------- | --------------------- | ---------------------------------- | --- | ---------------------------------- |
| 21WE (PR)    | 3              | Bo'2'2'Bo'          | 1-1-1       | 161+2                    | 107,3 t       | 58,95 m           | 4×400 kW              | 160 km/h                           | klimatyzacja przestrzeni pasażerskiej · przewóz rowerów · ubikacja · gniazdka elektryczne                                              | [ 68 ] [ 69 ] [ 70 ]               |
| 21WEa (KŚ)   | 3              | Bo'2'2'Bo'          | 1-2-1       | 154                      |               |                   |                       | 160 km/h                           | klimatyzacja przestrzeni pasażerskiej · przewóz rowerów · ubikacja · gniazdka elektryczne                                              | [ 71 ] [ 72 ] [ 73 ] [ 74 ]        |
| Elf II (PR)  | 3              |                     | 1-1-1       | 150+10                   |               |                   |                       | 160 km/h                           | klimatyzacja przestrzeni pasażerskiej · przewóz rowerów · ubikacja · Internet bezprzewodowy · gniazdka elektryczne · automaty biletowe | [ 75 ] [ 76 ]                      |
| 22WE (KŚ)    | 4              | Bo'2'2'2'Bo'        | 2-2-2-2     | 172+28                   | 135 t         | 75,25 m           | 4×500 kW              | 160 km/h                           | klimatyzacja przestrzeni pasażerskiej · przewóz rowerów · ubikacja                                                                     | [ 12 ] [ 77 ] [ 78 ]               |
| 22WEa (KW)   | 4              | Bo'2'2'2'Bo'        | 1-2-1-1     | 204                      | 135 t         | 75,25 m           | 4×500 kW              | 160 km/h                           | klimatyzacja przestrzeni pasażerskiej · przewóz rowerów · ubikacja · gniazdka elektryczne · automaty biletowe                          | [ 79 ] [ 80 ]                      |
| 22WEe (KM)   | 4              | Bo'2'2'2'Bo'        | 2-2-2-2     | 166+17                   | 135 t         | 75,25 m           | 4×500 kW              | 160 km/h                           | klimatyzacja przestrzeni pasażerskiej · przewóz rowerów · ubikacja · kasowniki · Internet bezprzewodowy · monitoring                   | [ 14 ] [ 81 ] [ 82 ] [ 83 ] [ 84 ] |
| 22WEc (PR)   | 4              | Bo'2'Bo'2'2'        | 1-2-2-2     | 174+26                   | 134,5 t       | 75,25 m           | 4×400 kW              | 120 km/h lub 160 km/h              | klimatyzacja przestrzeni pasażerskiej · przewóz rowerów · ubikacja · Internet bezprzewodowy                                            | .                                  |
| 22WEd (KŚ)   | 4              | Bo'2'2'2'Bo'        | 2-2-2-2     | 190                      |               |                   |                       | 160 km/h                           | klimatyzacja przestrzeni pasażerskiej · przewóz rowerów · ubikacja · gniazdka elektryczne                                              | [ 71 ] [ 87 ] [ 73 ] [ 88 ]        |
| Elf II (PR)  | 4              |                     |             |                          |               |                   |                       | 160 km/h                           | przewóz rowerów · Internet bezprzewodowy · automaty biletowe                                                                           | [ 75 ]                             |
| Elf II (SKM) | 4              | Bo'2'2'2'Bo'        | (8)         |                          |               | 74,63 m           |                       | 160 km/h                           | klimatyzacja przestrzeni pasażerskiej · przewóz rowerów · automaty biletowe · kasowniki · Internet bezprzewodowy · ładowarki USB       | [ 89 ]                             |
| 27WE (SKM)   | 6              | Bo'2'Bo'2'Bo'2'Bo'  | 2-2-2-2-2-2 | 194+80                   | 190,5 t       | 107,85 m          | 8×400 kW              | 160 km/h                           | klimatyzacja przestrzeni pasażerskiej · przewóz rowerów · automaty biletowe · kasowniki                                                | [ 14 ] [ 64 ] [ 90 ]               |
| 27WEb (KŚ)   | 6              | Bo'2'2'Bo'+2'2'2'Bo | 2-2-2-2-2-2 | 281                      | 211 t         | 114,75 m          | 6×500 kW              | 160 km/h                           | klimatyzacja przestrzeni pasażerskiej · przewóz rowerów · ubikacja                                                                     | [ 91 ] [ 65 ]                      |
| 34WE (PR)    | 2              | Bo'2'Bo'            | 1-1         | 107+6                    | 83,2 t        | 42,65 m           | 4×400kW               | 160 km/h                           | klimatyzacja przestrzeni pasażerskiej · przewóz rowerów · ubikacja · gniazdka elektryczne                                              | [ 92 ] [ 14 ] [ 93 ]               |
| 34WEa (KŚ)   | 2              | Bo'2'Bo'            | 1-1         | 102                      |               |                   |                       | 160 km/h                           | klimatyzacja przestrzeni pasażerskiej · przewóz rowerów · ubikacja · gniazdka elektryczne                                              | [ 71 ] [ 94 ] [ 73 ] [ 95 ]        |
| Elf II (KW)  | 5              |                     |             | 272+10                   |               | ≤92 m             |                       | 160 km/h                           | klimatyzacja przestrzeni pasażerskiej · przewóz rowerów · ubikacja · Internet bezprzewodowy · automaty biletowe                        | [ 96 ] [ 26 ]                      |
| Elf II (KW)  | 5              |                     | 1-2-2-2-1   | 240                      |               |                   |                       | 160 km/h                           | klimatyzacja przestrzeni pasażerskiej · przewóz rowerów · ubikacja · Internet bezprzewodowy · automaty biletowe                        | [ 89 ]                             |
| Elf II (SKM) | 5              | Bo'2'2'2'2'Bo'      | 2-2-2-2-2   |                          |               | 90,53 m           |                       | 160 km/h                           | klimatyzacja przestrzeni pasażerskiej · przewóz rowerów · automaty biletowe · kasowniki · Internet bezprzewodowy · ładowarki USB       | [ 89 ]                             |
| Elf II (KD)  | 5              | Bo'2'2'2'2'Bo'      | 1-2-2-2-1   | 235+15                   |               | 90,53 m           |                       | 160 km/h                           | klimatyzacja przestrzeni pasażerskiej · przewóz rowerów · ubikacja · Internet bezprzewodowy                                            | [ 35 ] [ 97 ]                      |
| Elf.eu (RJ)  | 2              |                     |             |                          |               |                   |                       |                                    | klimatyzacja przestrzeni pasażerskiej · przewóz rowerów · automaty biletowe · Internet bezprzewodowy                                   | [ 31 ]                             |

1. ↑  Pierwszych 5 elfów typu 22WEc jest dostosowanych do prędkości 120 km/h, zaś 6. do prędkości 160 km/h.

#### 21WE
Wersja 21WE to trójczłonowa regionalna wersja elfa o jednej parze drzwi na stronę członu.

#### 22WEx

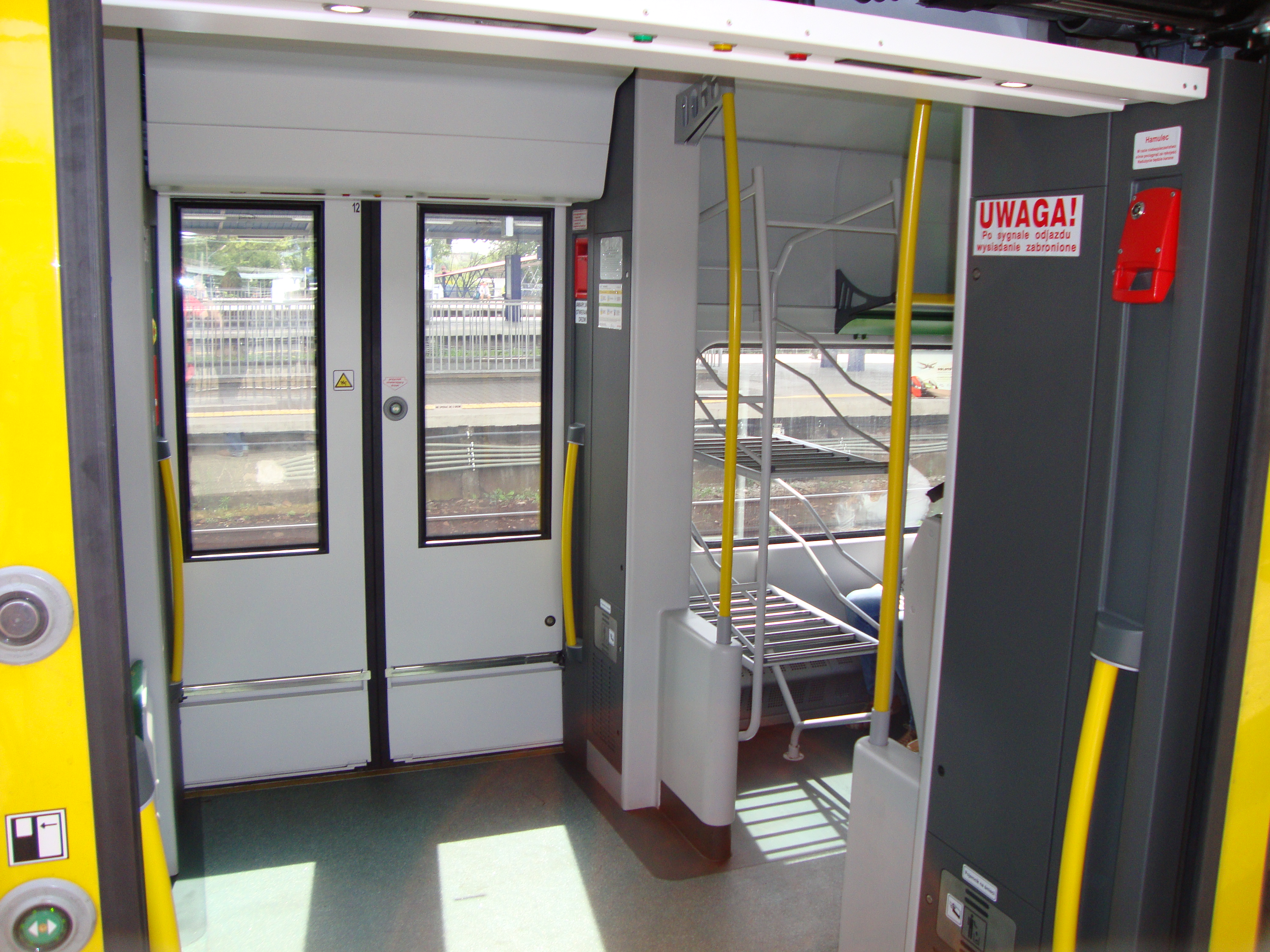
Dodatkowe półki bagażowe w elfie Kolei Mazowieckich

Wersja 22WEx to czteroczłonowa regionalna wersja elfa o dwóch parach drzwi na stronę członu. Najpierw powstała wersja 22WE, będąca pierwszym pojazdem rodziny, następnie 22WEb (obie dla województwa śląskiego), 22WEe (dla mazowieckiego), 22WEa (dla wielkopolskiego) i 22WEc (dla kujawsko-pomorskiego). Porównując pierwsze 22WE z kolejnymi wersjami należy wyszczególnić, że:
- pojazd dla województwa śląskiego z drugiego przetargu (22WEb) ma dwie toalety zamiast jednej, siedzenia ze skórzanymi zagłówkami, dodatkowe półki bagażowe i tempomaty[98][99],
- pojazdy dla województwa mazowieckiego (22WEe) posiadają dodatkowe półki bagażowe (zamiast części stałych miejsc siedzących), piasecznice we wszystkich zestawach napędowych i układy prędkości zadanej[14],
- zespoły dla województwa wielkopolskiego (22WEa) posiadają mniejszą liczbę drzwi zewnętrznych (5 zamiast 8 par drzwi na stronę składu[79]), większą liczbę stałych miejsc siedzących (wymagania zamawiającego[10]) i niejednoprzestrzenne wnętrze (podzielone ściankami na przedziały pasażerskie)[100],
- zespoły dla województwa kujawsko-pomorskiego (22WEc) przystosowano są do niższych prędkości niż pozostałe pojazdy – 120 km/h, posiadają inny układ wózków napędowych i słabsze silniki[17].

#### 27WEx
Wersja 27WE to sześcioczłonowa aglomeracyjna wersja elfa o dwóch parach drzwi na stronę członu. W tej wersji, poprzez ułożenie większości siedzeń wzdłuż okien oraz brak toalet znacznie zwiększono ogólną pojemność składu. Dodatkowo w celu zwiększenia mocy zastosowano 4 wózki napędowe (występują na przemian z tocznymi), a nie 2 jak w pozostałych.
Kolejnym sześcioczłonowym elfem jest 27WEb. Jest on dłuższy od poprzedniego, ma zmieniony układ wózków i rozmieszczenie napędu (6 zamiast 8 silników, brak napędnych wózków Jacobsa), a także inne rozplanowanie wnętrza.

#### 34WE
Wersja 34WE to dwuczłonowa regionalna wersja elfa o jednej parze drzwi na stronę członu. W porównaniu do członów wcześniej produkowanych 22WE i 22WEb zwiększono przestrzeń pasażerską (dzięki przeniesieniu części wyposażenia trakcyjnego na dach) i dodatkowo zmieniono jej typ oświetlenia na diodowy (LED) oraz zamontowano gniazdka elektryczne do dyspozycji podróżnych. Moc zastosowanych silników umożliwia rozbudowę składu o jeden człon. Obecnie, przy dwóch członach, moc zespołu napędowego została ograniczona elektronicznie przez producenta.
Pojazdy są wyposażone w automatyczne systemy zliczania pasażerów i analizy czasu jazdy. Pozyskane dane są analizowane na zewnętrznych serwerach w czasie rzeczywistym.

#### Elf II
Zamówione Elfy II dla woj. wielkopolskiego będą wyposażone w defibrylatory i odświeżacze powietrza. W pojazdach zakontraktowanych w 2019 roku dla woj. wielkopolskiego znajdą się ponadto pętle indukcyjne dla osób słabosłyszących.

#### Elf.eu
Zamówione przez Regiojet jednostki są dwusystemowe, które mogą być eksploatowane na liniach o napięciu 3 kV DC, jak i 25 kV AC. W wersji dla czeskiego operatora zrezygnowano z wózka Jakobsa na rzecz standardowego rozwiązania. Każdy z członów jest wyposażony w swój własny wózek. Pojazdy są wyposażone w ETCS oraz hamulec szynowy. Wyposażenie w przedziale pasażera stanowią 154 miejsca siedzące, klimatyzacja, Wi-Fi, gniazdka o napięciu 230 V czy miejsce do przewozu wózków dziecięcych i rowerów. Jednostki są przystosowane również do osób z ograniczoną mobilnością.

### Podzespoły
| Rodzaj                 | Producent                                    | Typ                            | Zastosowanie | Zastosowanie                 | Zastosowanie | Zastosowanie          | Zastosowanie                  | Zastosowanie    | Zastosowanie                   |
| Rodzaj                 | Producent                                    | Typ                            | 21WE         | 22WE                         | 22WEc        | 22WEe                 | 27WE                          | 27WEb           | 34WE                           |
| ---------------------- | -------------------------------------------- | ------------------------------ | ------------ | ---------------------------- | ------------ | --------------------- | ----------------------------- | --------------- | ------------------------------ |
| Falownik trakcyjny     | Ingeteam                                     | IGBT                           | ?            | 1 MW                         | ?            | ?                     | 0,8 MW                        | ?               | 0,8 MW                         |
| Przetwornica statyczna | Ingeteam                                     |                                | ?            | 250 kW                       | ?            | ?                     | Tak                           | ?               | 200 kW                         |
| Silnik asynchroniczny  | Traktionssysteme Austria (TSA)               | TMF 59-39-4 (500 KW)           | Nie          | Tak                          | Nie          | Tak                   | Nie                           | ?               | Nie                            |
| Silnik asynchroniczny  | Traktionssysteme Austria (TSA)               | TMF 50-29-4 (400 KW)           | Tak          | Nie                          | Tak          | Nie                   | Tak                           | ?               | Tak                            |
| Przekładnia osiowa     | Voith                                        | SZH-595 (przełożenie: 1:4,831) | ?            | Tak                          | Nie          | Tak                   | Nie                           | ?               | Nie                            |
| Przekładnia osiowa     | Gmeinder Getriebe- und Maschinenfabrik (GGM) | 275 SO/549                     | ?            | Nie                          | Tak          | Nie                   | Tak                           | ?               | Tak                            |
| Sterowanie wielokrotne | Lokel                                        | cyfrowe                        | ?            | ?                            | ?            | ?                     | Tak                           | ?               | ?                              |
| Odbierak prądu         | Stemmann                                     | DSA 150 PKP                    | ?            | Tak                          | ?            | ?                     | Tak                           | ?               | ?                              |
| System hamulcowy       | Knorr-Bremse                                 |                                | ?            | Tak                          | ?            | Tak                   | Tak                           | Tak             | Tak                            |
| Wózek napędowy         | Pesa                                         | skrajny                        | 27MNg        | 26MN                         | 27MNj        | 26MNe                 | 27MNb                         | 26MNh           | 27MNd                          |
| Wózek napędowy         | Pesa                                         | rozstaw osi:                   |              | 2,8 m                        |              | 2,8 m                 | 2,7 m                         |                 | 2,7 m                          |
| Wózek napędowy         | Pesa                                         | pośredni                       | brak         | brak                         | 30MNj        | brak                  | 30MNb                         | 26MNhn          | brak                           |
| Wózek napędowy         | Pesa                                         | rozstaw osi:                   |              |                              |              |                       | 3,0 m                         |                 |                                |
| Wózek toczny           | Pesa                                         | skrajny                        | brak         | brak                         | 27MNjt       | brak                  | brak                          | brak            | brak                           |
| Wózek toczny           | Pesa                                         | rozstaw osi:                   |              |                              |              |                       |                               |                 |                                |
| Wózek toczny           | Pesa                                         | pośredni                       | 40ANg        | 40AN                         | 40ANj        | 40ANe                 | 40ANb                         | 40ANh           | 40ANd                          |
| Wózek toczny           | Pesa                                         | rozstaw osi:                   | 3,0 m        | 3,0 m                        | 3,0 m        | 3,0 m                 | 3,0 m                         | 3,0 m           | 3,0 m                          |
| Wózek toczny           | Pesa                                         | pośredni (typ II)              | brak         | brak                         | brak         | brak                  | brak                          | 26MNht          | brak                           |
| Wózek toczny           | Pesa                                         | rozstaw osi:                   |              |                              |              |                       |                               |                 |                                |
| Drzwi                  | Faiveley Transport                           | odskokowo-przesuwne            | ?            | ?                            | ?            | ?                     | Tak                           | ?               | ?                              |
| źródła:                | źródła:                                      | źródła:                        | [ 107 ]      | [ 61 ] [ 77 ] [ 14 ] [ 108 ] | [ 17 ]       | [ 14 ] [ 81 ] [ 109 ] | [ 64 ] [ 14 ] [ 110 ] [ 111 ] | [ 112 ] [ 113 ] | [ 14 ] [ 114 ] [ 115 ] [ 116 ] |

## Eksploatacja
| Państwo | Przewoźnik                       | Typ     | Oznaczenia | Liczba członów | Lata dostaw | Liczba jednostek | Źródło                                               |
| ------- | -------------------------------- | ------- | ---------- | -------------- | ----------- | ---------------- | ---------------------------------------------------- |
| Polska  | Koleje Śląskie                   | 22WE    | EN76       | 4              | 2011        | 8                | [ 14 ]                                               |
| Polska  | Koleje Śląskie                   | 22WEb   | EN76       | 4              | 2011        | 1                | [ 14 ]                                               |
| Polska  | Koleje Śląskie                   | 27WEb   | 27WEb      | 6              | 2013        | 6                | [ 91 ]                                               |
| Polska  | Koleje Śląskie                   | 34WEa   | 34WEa      | 2              | 2017–2020   | 4                | [ 19 ] [ 23 ] [ 94 ] [ 117 ] [ 118 ] [ 119 ]         |
| Polska  | Koleje Śląskie                   | 21WEa   | 21WEa      | 3              | 2017–2020   | 5                | [ 19 ] [ 23 ] [ 72 ] [ 120 ] [ 121 ] [ 122 ] [ 123 ] |
| Polska  | Koleje Śląskie                   | 22WEd   | 22WEd      | 4              | 2017–2020   | 12               | [ 124 ] [ 125 ]                                      |
| Polska  | Szybka Kolej Miejska w Warszawie | 27WE    | 27WE       | 6              | 2011        | 13               | [ 14 ]                                               |
| Polska  | Szybka Kolej Miejska w Warszawie |         |            | 5              | do 2023     | 0 z 8            | [ 27 ] [ 28 ]                                        |
| Polska  | Szybka Kolej Miejska w Warszawie | 22WEg   | 22WEg      | 4              | do 2023     | 0 z 5            | [ 27 ] [ 28 ]                                        |
| Polska  | PR (Oddział Świętokrzyski)       | 34WE    | EN96       | 2              | 2011        | 4                | [ 14 ]                                               |
| Polska  | Koleje Mazowieckie               | 22WEe   | EN76       | 4              | 2011        | 16               | [ 14 ]                                               |
| Polska  | Koleje Wielkopolskie             | 22WEa   | EN76       | 4              | 2012–2014   | 22               | [ 91 ]                                               |
| Polska  | Koleje Wielkopolskie             | 48WE    | 48WE       | 5              | 2019–2020   | 10               | [ 26 ] [ 126 ] [ 127 ]                               |
| Polska  | Koleje Wielkopolskie             | 48WEb   | 48WEb      | 5              | 2020–2021   | 5                | [ 30 ] [ 128 ] [ 129 ]                               |
| Polska  | Koleje Wielkopolskie             |         |            |                |             | 0 z 4            | [ 39 ]                                               |
| Polska  | PR (Oddział Warmińsko-Mazurski)  | 21WE    | EN62       | 3              | 2012        | 1                | [ 91 ]                                               |
| Polska  | PR (Oddział Kujawsko-Pomorski)   | 22WEc   | EN76       | 4              | 2014–2016   | 6                | [ 17 ] [ 18 ] [ 130 ]                                |
| Polska  | PR (Oddział Kujawsko-Pomorski)   | EN96A   | EN96A      | 2              | 2018        | 4                | [ 21 ] [ 22 ]                                        |
| Polska  | PR (Oddział Kujawsko-Pomorski)   | 22WEg   | 22WEg      | 4              | 2022        | 5                | [ 38 ] [ 131 ]                                       |
| Polska  | PR (Oddział Podkarpackie)        | 21WEb   | EN62A      | 3              | 2017–2018   | 5                | [ 24 ] [ 132 ] [ 133 ] [ 134 ]                       |
| Polska  | PR (Oddział Podkarpackie)        | 22WEf   | EN76A      | 4              | 2018        | 2                | [ 135 ] [ 134 ] [ 136 ]                              |
| Polska  | Koleje Małopolskie               | 22WEh   | EN76B      | 4              | 2021        | 4                | [ 34 ] [ 137 ] [ 138 ]                               |
| Polska  | Koleje Dolnośląskie              | 48WEc   | 48WEc      | 5              | 2022 - 2024 | 25               | [ 139 ] [ 140 ]                                      |
| Polska  | Koleje Dolnośląskie              |         |            |                |             | 0 z 10           | [ 42 ]                                               |
| Czechy  | RegioJet                         | 654     | 654        | 2              | 2022–2023   | 7                | [ 141 ]                                              |
| Czechy  | RegioJet                         |         |            | 3              |             | 7                | [ 142 ] [ 143 ] [ 144 ]                              |
| Rumunia | CFR Călători                     |         |            | 3              |             | 0 z 29           | [ 40 ] [ 145 ]                                       |
| Rumunia | CFR Călători                     | RE-R103 | RE-R103    | 3              | od 2025     | 1 z 62           | [ 41 ] [ 146 ]                                       |
| Suma:   | Suma:                            | Suma:   | Suma:      | Suma:          | Suma:       | 173 z 277        |                                                      |

### Koleje Śląskie

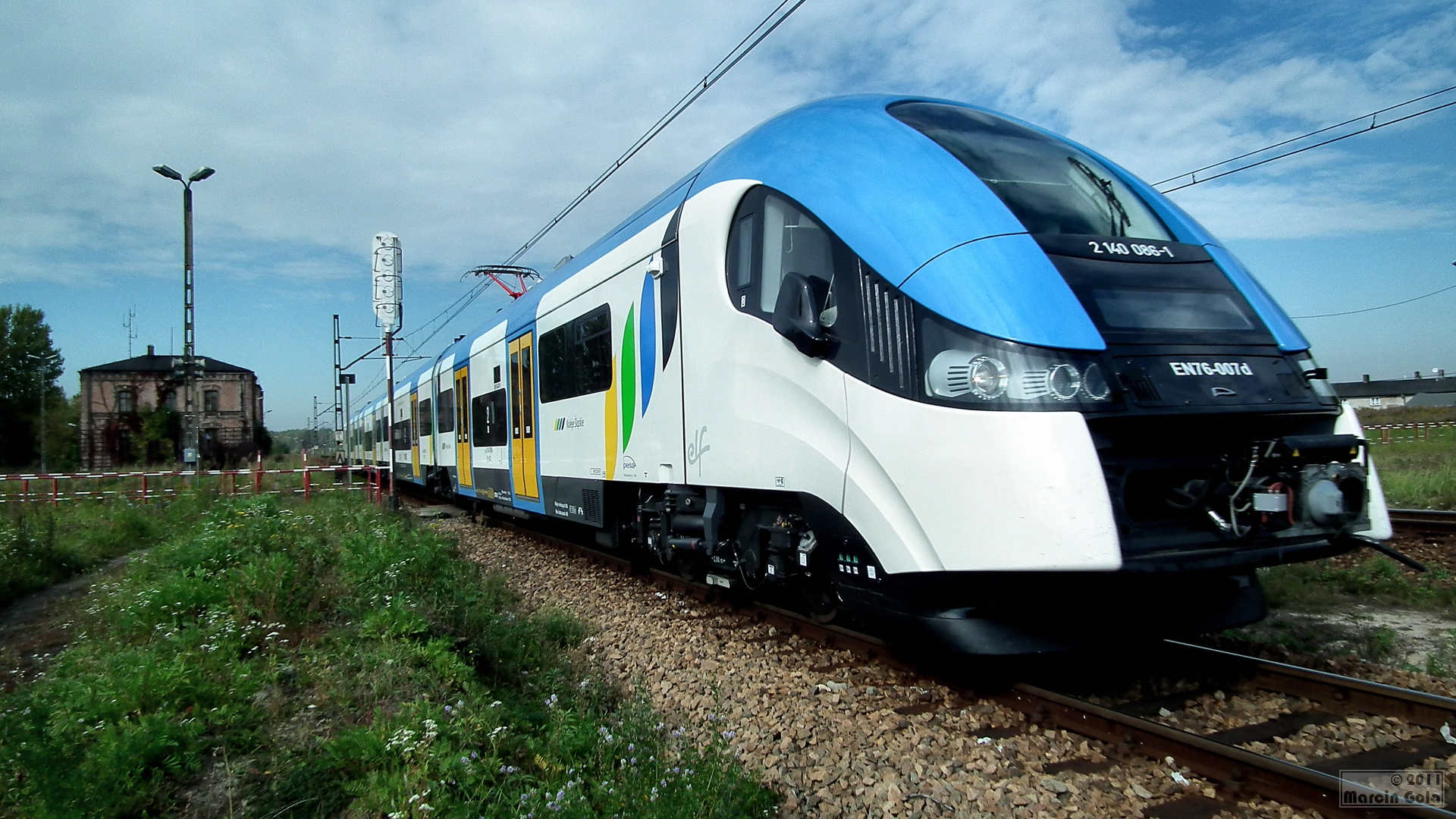
Koleje Śląskie, 22WE (EN76)

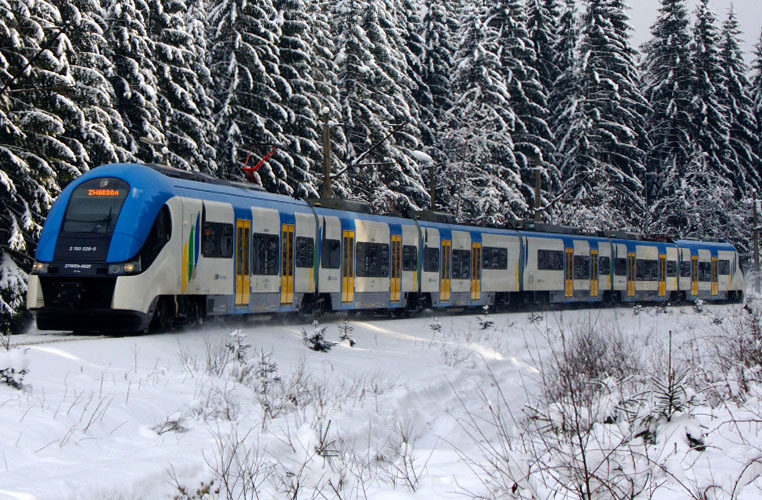
Koleje Śląskie, 27WEb

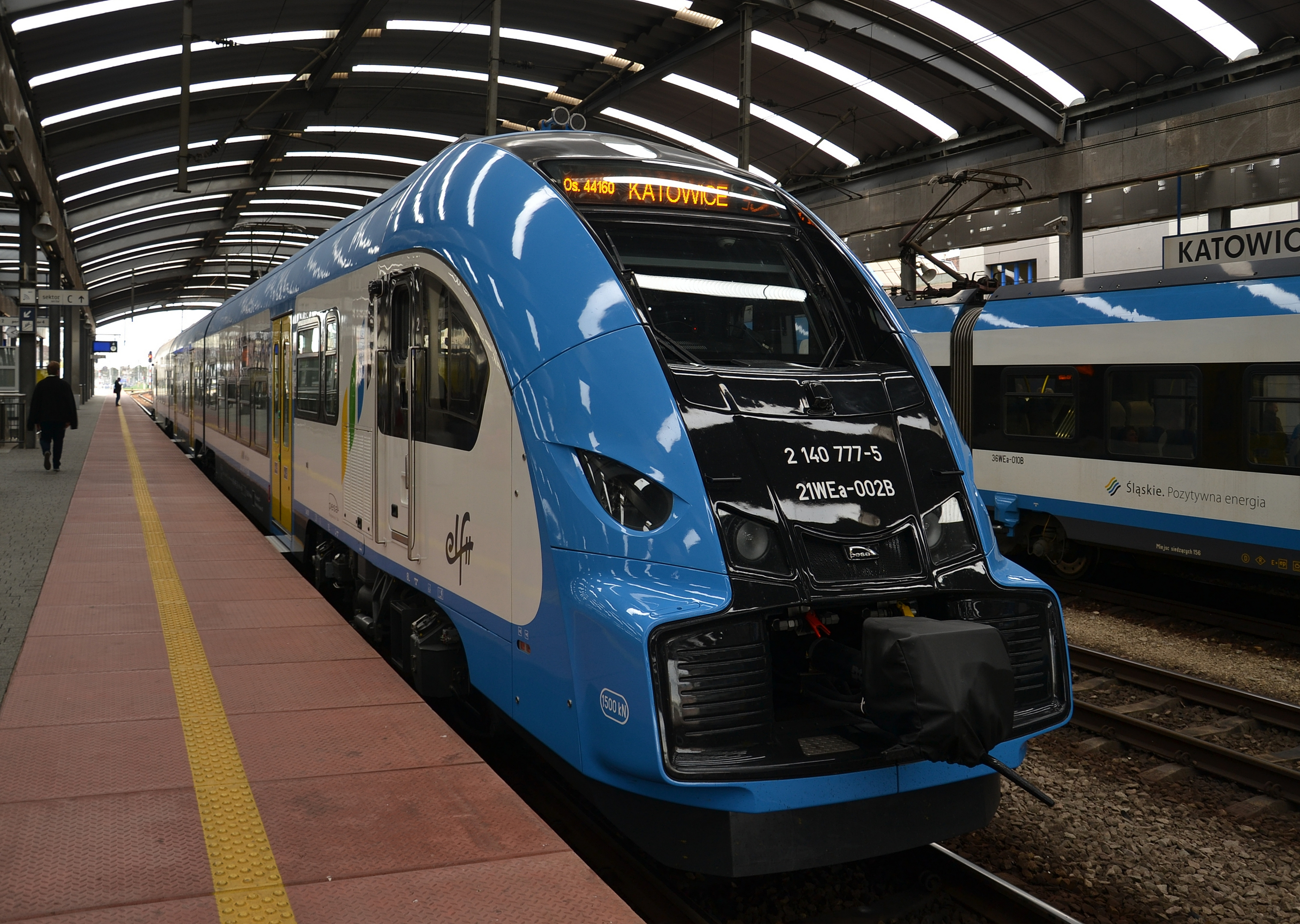
Koleje Śląskie, 21WEa

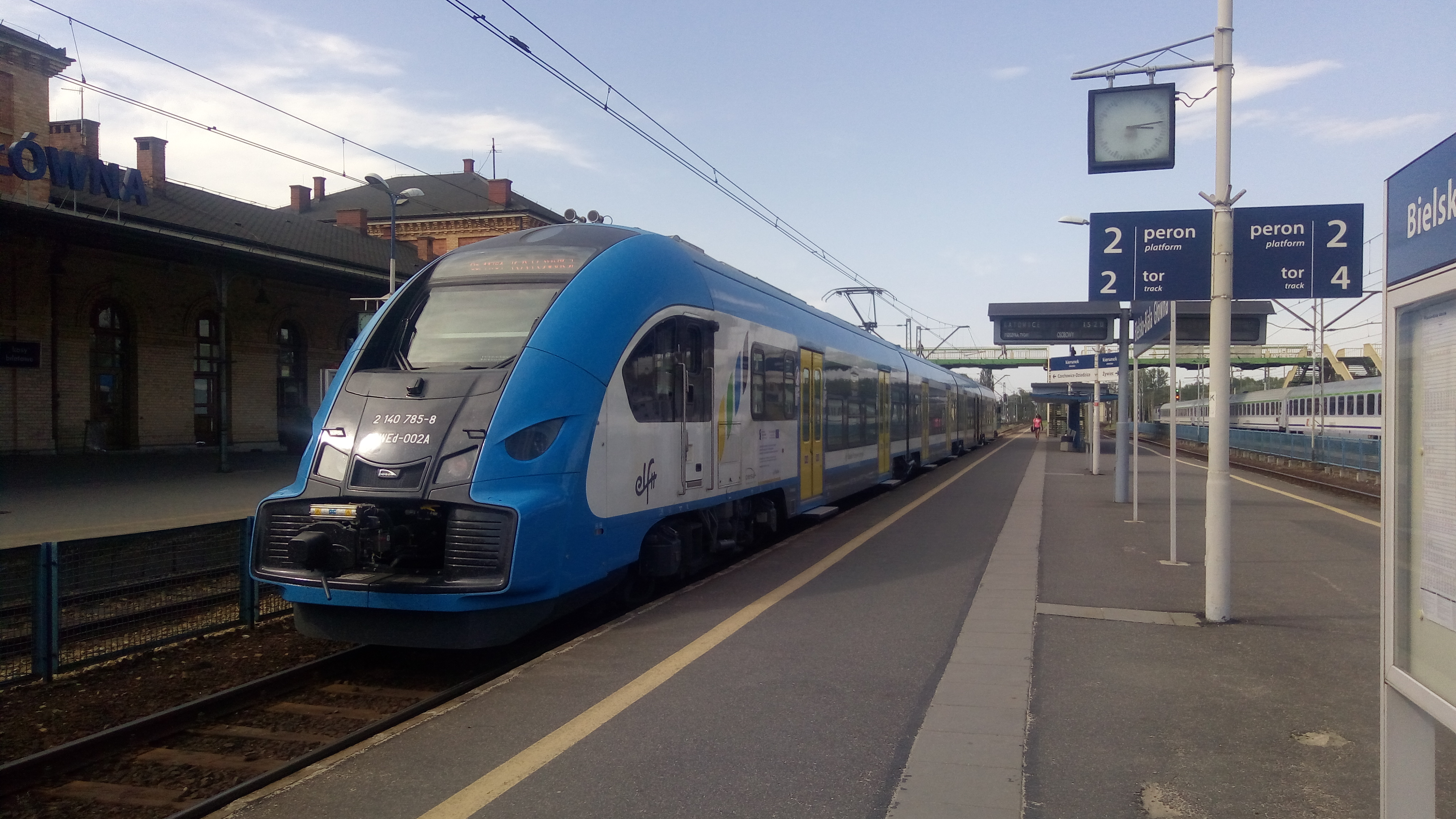
Koleje Śląskie, 22WEd

22 grudnia 2009 podpisano umowę z samorządem województwa śląskiego na dostawę 8 sztuk 4-członowych elfów, a 30 marca 2011 na dostawę dziewiątej sztuki. Według pierwotnej koncepcji składy miały być przeznaczone dla Przewozów Regionalnych, jednakże już po ich zamówieniu podjęto decyzję o utworzeniu Kolei Śląskich i przekazaniu elfów właśnie im. Samorząd województwa już od 2008 posiada 4 podobne 4-członowe składy – Stadler FLIRT, które zostały zakupione z myślą o Szybkiej Kolei Regionalnej.
Na początku 2011 okazało się, że zamówione przez województwo ślaskie Elfy są o 6,5 tony cięższe, niż zaoferowane w przetargu. Pesa zdemontowała zatem rozmaite wyposażenie, które pokazała w Elfie na targach InnoTrans 2010 – wymieniono półki bagażowe na metalowe, zmieniono siedzenia, zrezygnowano z dodatkowych piasecznic, zwiększonych zbiorników na wodę, czy szklanych wiatrołapów. Pierwsze 2 elfy dostarczono w kwietniu 2011 i wraz z dostarczonymi później jednostkami stały bezczynnie w lokomotywowni przy dworcu w Katowicach, a później w bazie taborowej Kolei Śląskich w Łazach, aż do debiutu Kolei Śląskich 1 października 2011. Powodem postoju była niemożność porozumienia Urzędu Marszałkowskiego Województwa Śląskiego, Śląskiego Zakładu Przewozów Regionalnych oraz Kolei Śląskich odnośnie do wykorzystania składów przed debiutem Kolei Śląskich. Składy zostały skierowane do obsługi linii S1 (Częstochowa – Gliwice) oraz połączeń na linii S6 (Częstochowa – Wisła Głębce).
10 września 2012 podpisano umowę na dzierżawę 6 sztuk 6-członowych elfów z ich wykupem po zakończeniu. Pierwsze odbiory nowej serii rozpoczęły się 20 grudnia, kolejne (dwóch pierwszych egzemplarzy) 4 stycznia 2013. Pojazdy nie zostały zaakceptowane przez przedstawicieli przewoźnika ze względu na obecność usterek. Wszystkie 4 pierwsze 27WEb przeszły ostatecznie odbiory techniczne pod koniec stycznia 2013, 1 lutego zostały dostarczone na Śląsk, 2 lutego jeden z nich został zaprezentowany na dworcu w Katowicach, a 4 lutego rozpoczęły przewozy. Składy zostały przeznaczone przede wszystkim do obsługi linii S1, dzięki czemu krótsze elfy można było skierować na inne trasy, w szczególności linii S4 (SKR). 28 lutego przewoźnik odebrał pozostałe 2 składy, a 8 marca weszły one do służby.
9 sierpnia 2013, pomiędzy Porajem a Korwinowem, po wjechaniu pod opadającą sieć trakcyjną zapalił się EN76-004. Doszczętnie spłonęła kabina maszynisty. Na początku 2014 roku pojazd został skierowany na naprawę do producenta.
18 października 2016 KŚ wraz z urzędem marszałkowskim zamówiły 13 kolejnych jednostek (10 sztuk 4-członowych dla UM oraz 2 sztuki 3-członowe i 1 sztukę 2-członową dla KŚ). W umowie zawarto prawo opcji na 6 kolejnych sztuk. Pod koniec 2016 roku przewoźnik zdecydował się dokupić 4 sztuki (3 sztuki 2-członowe i 1 sztukę 3-członową), natomiast 31 stycznia 2017 zarząd województwa podjął uchwałę o skorzystaniu z prawa opcji na 2 dodatkowe 4-członowe egzemplarze i tydzień później złożył stosowne oświadczenie. 23 kwietnia 2017 pierwszy egzemplarz trójczłonowy, oznaczony jako 21WEa-001, odbył jazdę próbną z Bydgoszczy do Warlubia i wieczorem tego samego dnia wyjechał do Krakowa na testy homologacyjne. 31 lipca minął termin dostawy pierwszej jednostki, jednak ze względu na nieukończoną homologację Pesa dostarczyła jednostkę 14WE-02 będącą własnością spółki Industrial Division. Miesiąc później Pesa dostarczyła kolejne pojazdy zastępcze: drugi zespół 14WE i 2 pojazdy EN81. 11 września KŚ odebrały pierwszą jednostkę trójczłonową – 21WEa-002, dzień później rozpoczęła ona kursy z pasażerami, a kolejnego dnia odbyła się jej oficjalna prezentacja. Pod koniec października Pesa dostarczyła 2 EN71KM w zastępstwie za 2 4-członowe elfy II, na stanie przewoźnika były wówczas już 3 krótsze elfy II. 1 grudnia Pesa otrzymała homologację dla jednostek 2-członowych i skierowała pierwszą taką jednostkę do KŚ. Na początku grudnia UTK wydał zezwolenie dopuszczające do ruchu 34WEa-001 i pojazd został dostarczony do Katowic. W ostatnich dniach stycznia 2018 pierwszy egzemplarz 4-członowy otrzymał dopuszczenie do eksploatacji i 17 lutego został przekazany. W połowie kwietnia odbyły się jazdy testowe w Czechach. W maju Koleje Śląskie otrzymały 2 pojazdy 14WE jako pojazdy zastępcze za niedostarczonego 4-członowego elfa II, a w czerwcu 2 pojazdy EN57FPS za kolejnego niedostarczonego elfa II. Do końca 2018 roku dostarczono łącznie 7 sztuk 4-członowych elfów II. W lutym 2019 sprawa wysokości kar za opóźnienia w dostawach elfów 2 trafiła do sądu. W kwietniu poinformowano, że kontrakt na elfy 2 zostanie rozszerzony o 2 pojazdy 3-członowe. 1 maja 2019 odebrano ostatnią – 12. jednostkę 4-członową, a 30 maja 2020 odebrano 20. z 21 łącznie zamówionych elfów II.
We wrześniu 2019 jedna z jednostek z pierwszej dostawy otrzymała okleinę nawiązującą do stulecia wybuchu Powstań Śląskich, a w lipcu 2020 inna jednostka otrzymała okleinę nawiązującą do osoby Wojciecha Korfantego.

### Szybka Kolej Miejska w Warszawie

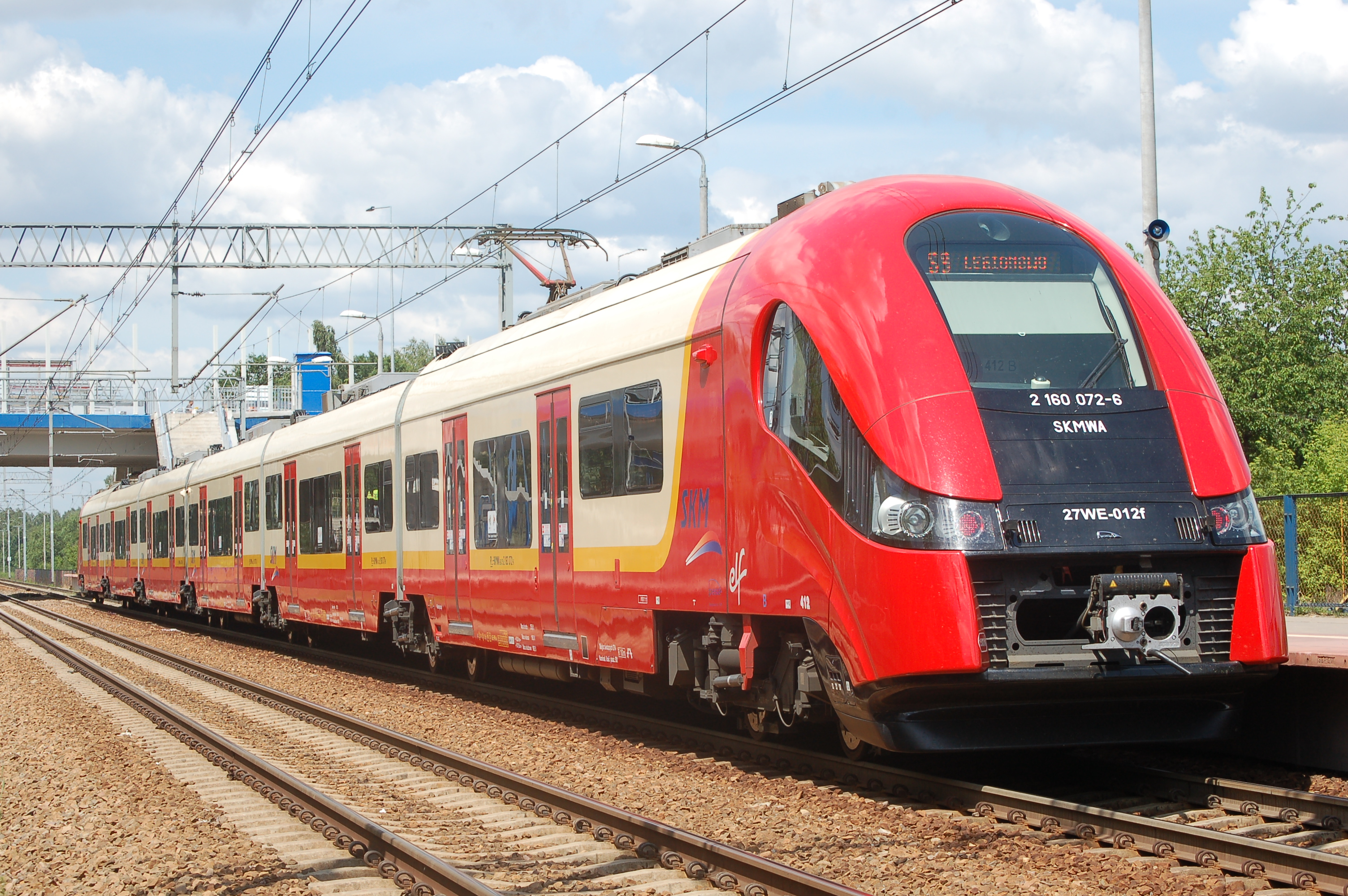
SKM Warszawa, 27WE

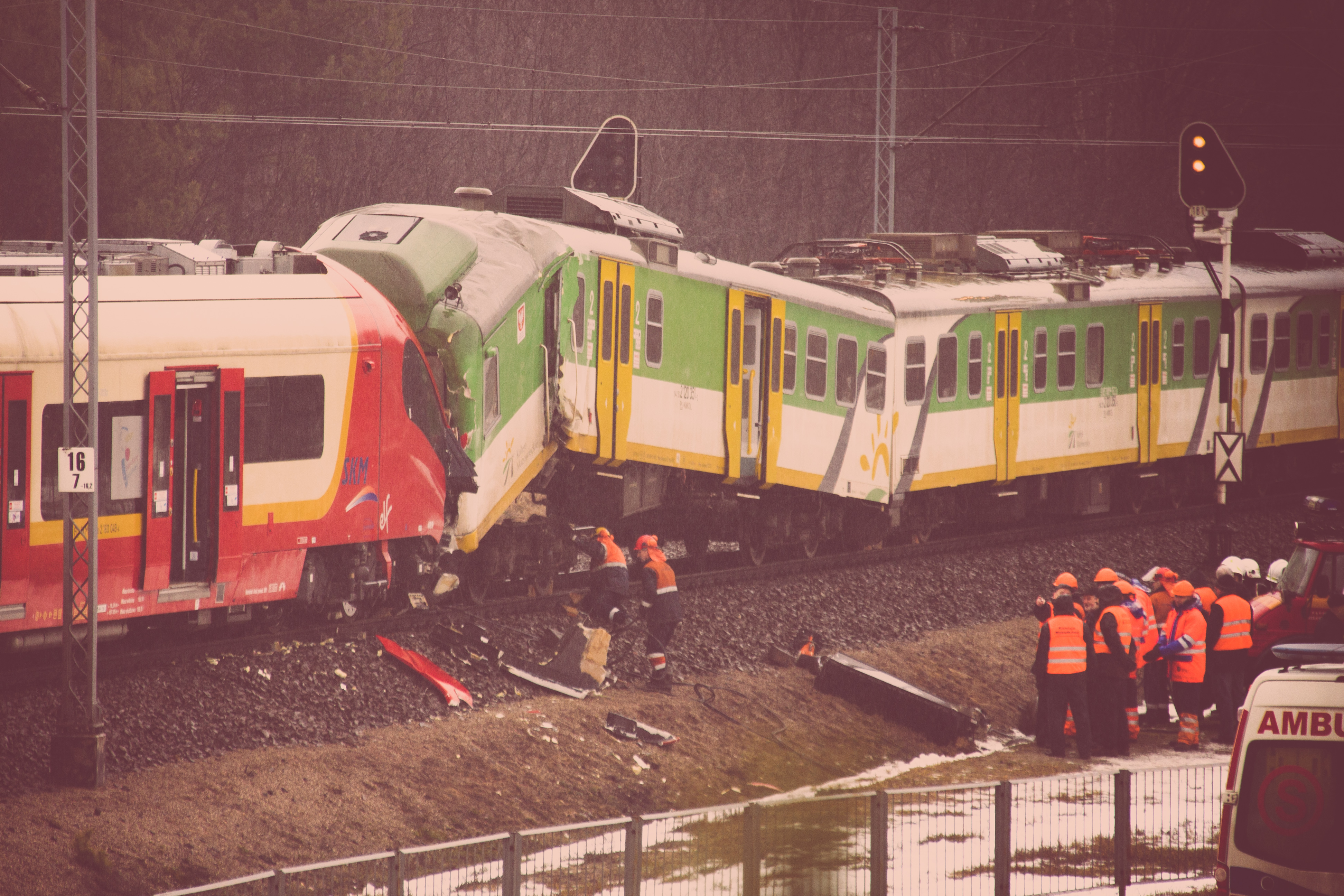
Wypadek w rejonie przystanku Warszawa Wesoła

15 marca 2010 Szybka Kolej Miejska w Warszawie zamówiła 13 sztuk 6-członowych elfów. W tym czasie przewoźnik posiadał 12 własnych składów (14WE i 19WE wyprodukowane przez Newag). Ich liczba nie była wystarczająca i wypożyczono dodatkowo składy EN57 od trójmiejskiej SKM oraz ZNTK „Mińsk Mazowiecki”. Ponadto część kursów na linii S9 było obsługiwanych przez Koleje Mazowieckie.
15 listopada 2010 przewoźnik ogłosił kolejny przetarg, na 6 podobnych składów, w którym Pesa ponownie zaproponowała Elfa. Zwycięzcą został jednak Newag ze swoim 35WE, nazwanym później Impulsem.
9 sierpnia 2011 nastąpiło przekazanie stołecznej SKM pierwszego egzemplarza elfa i jego jazda inauguracyjna na linii S2 na odcinku Warszawa Wschodnia – Warszawa Zachodnia. Do czasu uruchomienia trasy do lotniska Chopina składy obsługiwały wszystkie 3 linie SKM: S1, S2 i S9. Nowe pociągi poprawiły sytuację taborową i pozwoliły na zwrot wypożyczanych składów EN57 – 24 września przewoźnik całkowicie wyeliminował je z ruchu.
20 kwietnia 2012, w ramach prób technicznych, jeden z elfów wjechał jako pierwszy pociąg osobowy na przygotowywaną do otwarcia stację Warszawa Lotnisko Chopina. 1 czerwca rozpoczęło się regularne kursowanie pociągów z tej stacji, która jest stacją początkową linii S2 i S3. Ze względu na dotację unijną pojazdy są na stałe przypisane do linii S2 i S3.
23 czerwca 2013 elf 27WE-009 wykoleił się przy wyjeździe ze stacji Warszawa Lotnisko Chopina, w wyniku czego uszkodzeniu uległy 2 człony i 3 wózki. Powodem wykolejenia było przełożenie zwrotnicy pod jadącym pociągiem. Naprawa została wykonana przez producenta i 24 stycznia 2014 pociąg wrócił do służby. 10 lutego 2014 27WE-009 zderzył się z EN57AKM-1623 Kolei Mazowieckich w rejonie przystanku Warszawa Wesoła. W wyniku zderzenia uszkodzony został człon A, zniszczeniu uległy: poszycie, absorbery, reflektory, sprzęg automatyczny, układ powietrzny i elektryczny oraz mocowanie 2. wózka. W czerwcu podjęto decyzję o skierowaniu pojazdu na naprawę do Pesy.
21 maja 2018 została podpisana umowa o wartości 310,5 mln zł na dostawę do 2023 dla warszawskiej SKM 13 elektrycznych zespołów trakcyjnych z platformy Elf2 – 8 pięcioczłonowych i 5 czteroczłonowych wraz z opcją na 8 dodatkowych składów (7 pięcioczłonowych i 1 czteroczłonowy). 10 pierwszych pojazdów Pesa miała dostarczyć do końca 2019. Na skutek niewywiązywania się przez Pesę z terminu realizacji zamówienia, w październiku 2019 SKM podjęła decyzję o zerwaniu kontraktu. Gotowy wówczas był jeden skład, jednak nie posiadał on jeszcze homologacji, które po zerwaniu kontraktu został nieznacznie zmodyfikowany, żeby był bardziej uniwersalny. 25 marca 2021 jeden z gotowych składów z tego kontraktu zaprezentowano na stacji Wrocław Główny. Ostatecznie składy zostały sprzedane województwu kujawsko-pomorskiemu.

### Polregio Oddział Świętokrzyski

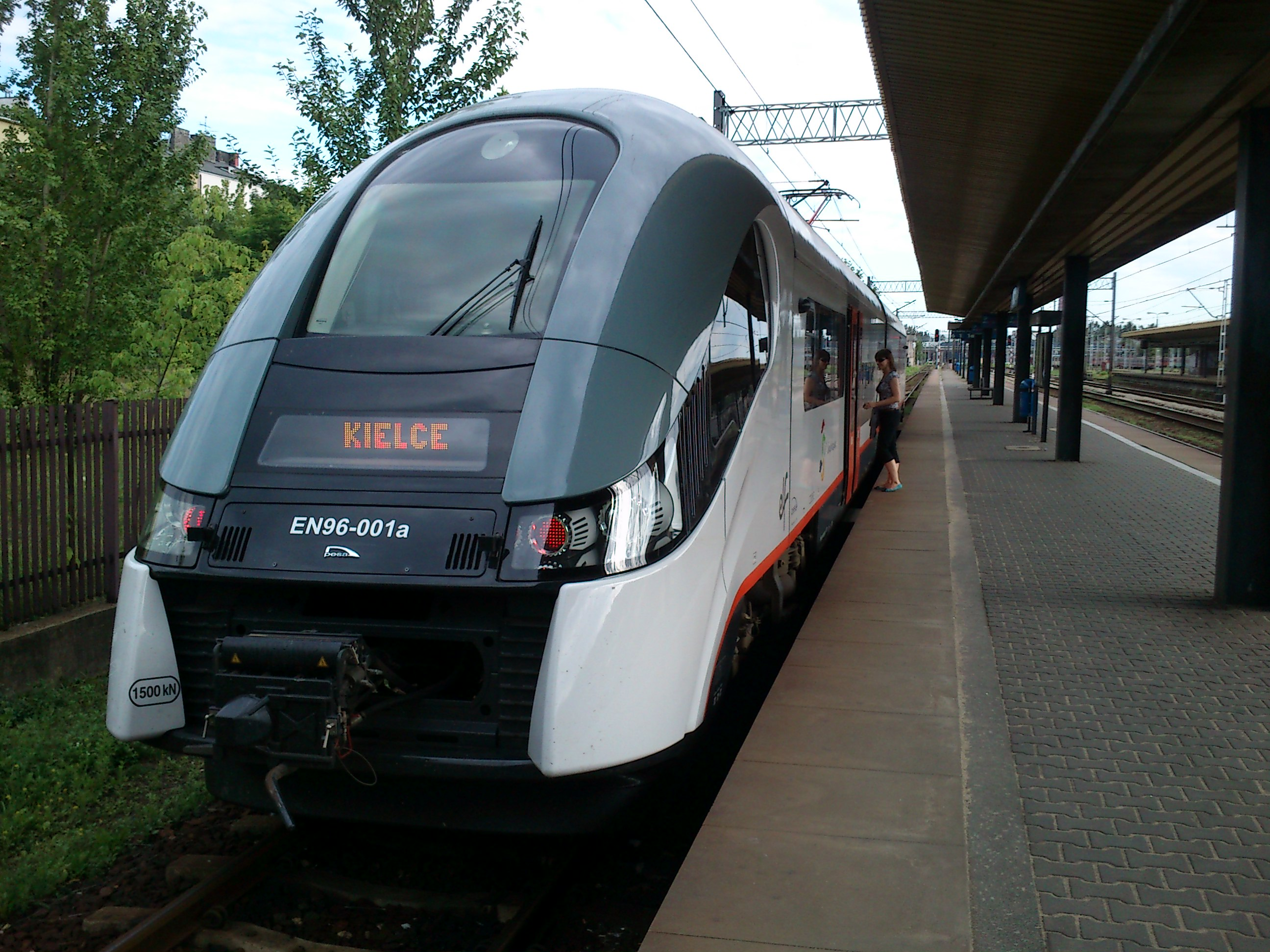
PROŚ, 34WE (EN96)

17 sierpnia 2010 podpisano umowę z samorządem województwa świętokrzyskiego na dostawę 4 sztuk 2-członowych elfów. 5 października 2011 odbyło się uroczyste przekazanie pierwszej sztuki na dworcu w Kielcach, podczas którego odbył się przejazd zaproszonych gości do pobliskiej Sitkówki. Następnego dnia został zaprezentowany na dworcu w Skarżysku-Kamiennej oraz dworcu w Ostrowcu Świętokrzyskim. Elfy to kolejne niskopojemnościowe elektryczne składy (po dwóch EN81) zakupione przez urząd marszałkowski województwa świętokrzyskiego. Zostały one skierowane do obsługi linii z Kielc do Ostrowca Świętokrzyskiego, Częstochowy oraz Krakowa.

### Koleje Mazowieckie

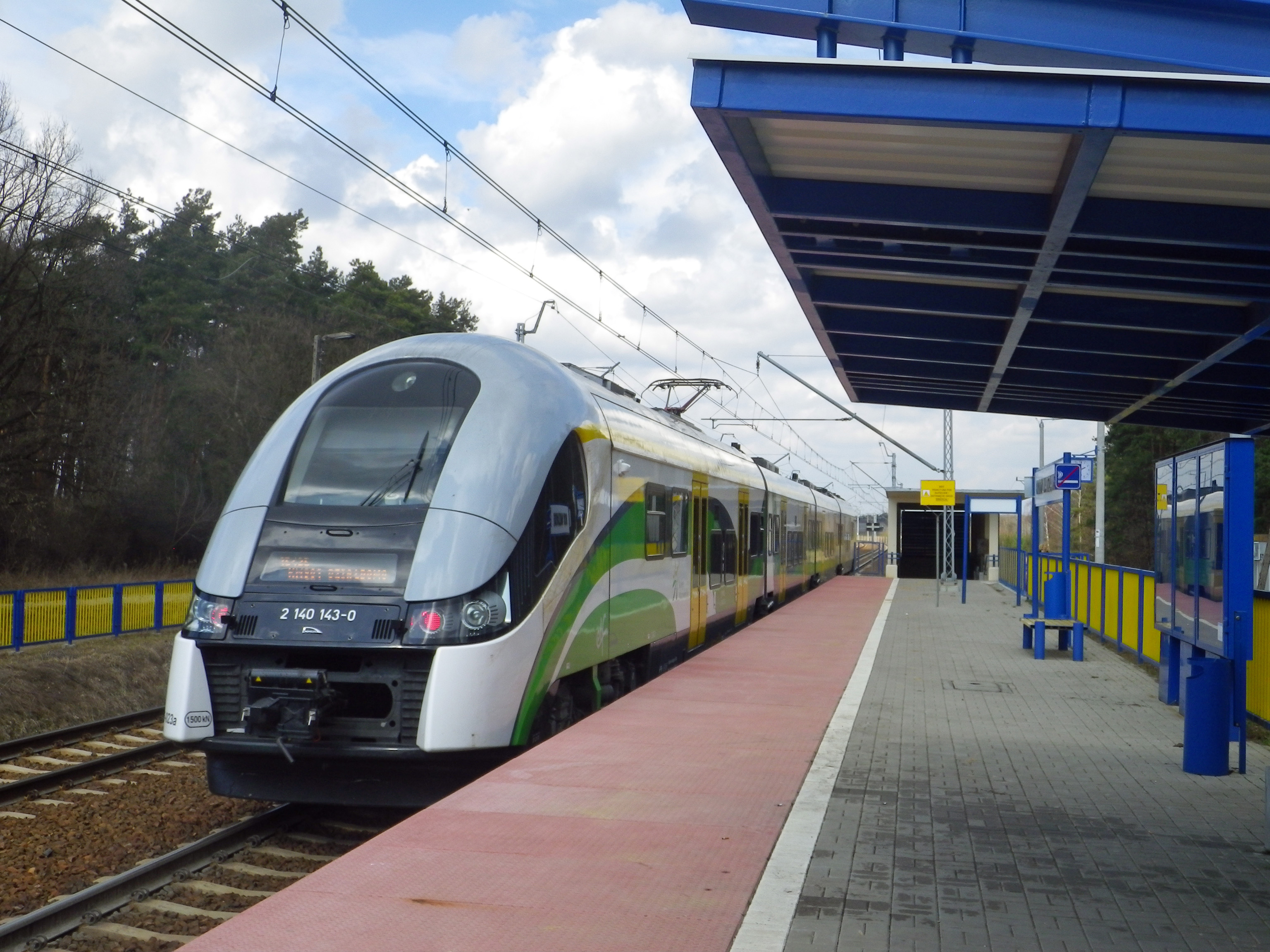
Koleje Mazowieckie, 22WEe (EN76)

1 grudnia 2009 podpisano umowę z przedstawicielami województwa mazowieckiego na dostawę 20 sztuk 4-członowych elfów, ale w lutym 2010 sąd, na wniosek firmy Stadler Rail, nakazał zerwać umowę z powodu niespełnienia warunków przetargu przez producenta. 20 stycznia 2011 podpisano kolejna umowę, tym razem na zakup 16 sztuk. Elfy zamówiono aby uzupełnić flotę Kolei Mazowieckich. Samorządowy przewoźnik posiadał wtedy już 10 podobnych 4-członowych EZT Stadler FLIRT.
W marcu przeprowadzono konkurs na malowanie elfów. 21 sierpnia do Warszawy dostarczono pierwsze dwa z 16 zamówionych składów, których uroczyste przekazanie odbyło się dzień później na stacji Warszawa Gdańska. Składy zostały skierowane do obsługi linii KM9 (Warszawa Zachodnia – Działdowo).
18 maja 2012, w ramach prób technicznych, jeden z elfów, jako pierwszy pociąg osobowy Kolei Mazowieckich, wjechał na przygotowywaną do otwarcia stację Warszawa Lotnisko Chopina, z której regularne pociągi rozpoczęły kursowanie do Warszawy Wschodniej (linia KML) 1 czerwca. 29 czerwca elfy rozpoczęły obsługę połączenia do stacji Modlin, skąd 16 lipca rozpoczęły kursowanie autobusy Kolei Mazowieckich na nowo otwarte lotnisko Modlin w Nowym Dworze Mazowieckim.
23 maja 2012, pomiędzy przystankiem Warszawa Zoo a stacją Warszawa Praga, elf Kolei Mazowieckich (EN76-012) zderzył się czołowo z 19WE SKM Warszawa. W wyniku wypadku ranna została pasażerka elfa i pasażer 19WE.
Na początku 2013 Pesa na zamówienie Kolei Mazowieckich rozpoczęła doposażanie pojazdów w szklane wiatrołapy oraz zapasową sprężarkę i przetwornicę na koszt producenta. W drugiej połowie 2013 roku 5 składów kursujące na lotnisko Chopina doposażano w kasowniki ZTM.
We wrześniu KM zamówiły symulator EN76 w spółce Autocomp Management, który został dostarczony w sierpniu 2014.
31 marca 2016 przewoźnik podpisał z Pesą umowę na utrzymanie jednostek poziomu P1-P3 oraz naprawy poziomu P4 połączone z modernizacją obejmującą: montaż Wi-Fi, nową powłokę lakierniczą, nowy system otwierania drzwi i nowe osłony zgarniaczy.
W połowie 2016 rozpoczął się montaż kasowników ZTM w 11 pociągach, które dotychczas ich nie miały.

### Koleje Wielkopolskie

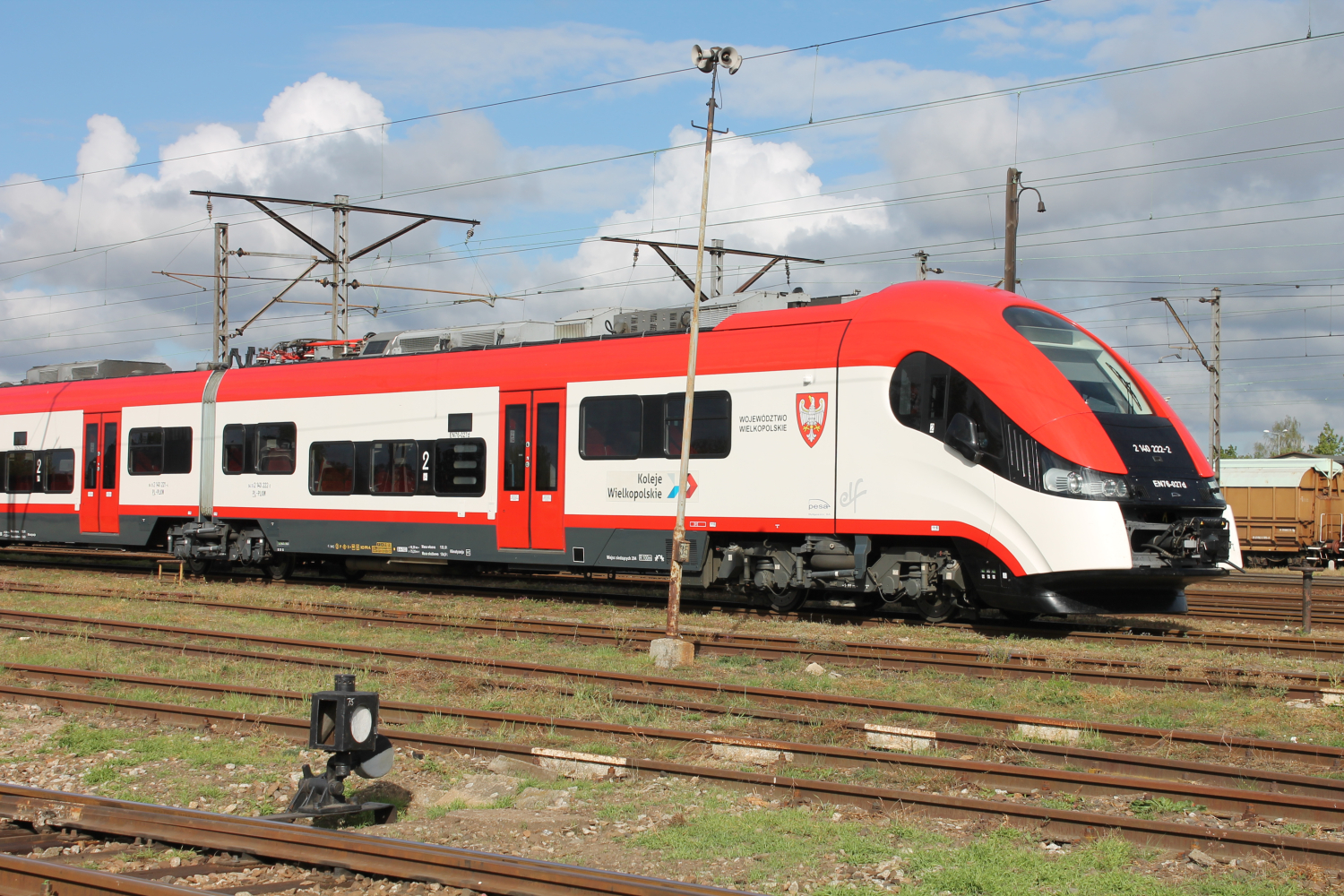
Koleje Wielkopolskie, 22WEa (EN76)

21 października 2010 oferta Pesy została wybrana w przetargu na dostawę 22 sztuk 4-członowych elektrycznych zespołów trakcyjnych. Hiszpański CAF i szwajcarski Stadler, również startujący w tym konkursie, złożyli odwołanie od rozstrzygnięcia do Krajowej Izby Odwoławczej. Ich wnioski zostały odrzucone, w związku z czym CAF wystąpił do sądu o unieważnienie przetargu, co również rozpatrzono odmownie. Umowa musiała być jeszcze sprawdzona przez Komisję Europejską. Ostatecznie, 8 lutego 2011 przedstawiciele Pesy podpisali umowę z samorządem województwa wielkopolskiego na dostawę 22 elfów typu 22WEa dla Kolei Wielkopolskich, które miały zostać dostarczone pomiędzy sierpniem 2012 a czerwcem 2014.
30 października 2011 Koleje Wielkopolskie wypożyczyły śląskiego EN76-004 na uroczyste otwarcie zmodernizowanego Dworca Letniego w Poznaniu.
W maju 2012 rozpoczęto budowę pierwszej jednostki, która została przekazana 8 sierpnia na stacji Poznań Główny. 21 listopada miał miejsce przejazd promocyjny EN76-028 na trasie Poznań – Opalenica. Elfy 9 grudnia rozpoczęły przewozy na linii Poznań – Kutno i Poznań – Zbąszynek. Był to debiut przewoźnika na liniach zelektryfikowanych, gdyż do tej pory KW obsługiwały jedynie linie niezelektryfikowane. Ze względu na niedostarczenie w terminie 3 pojazdów (6. – 8.) Pesa dostarczyła tabor zastępczy w postaci EN57.
15 grudnia 2013 elfy rozpoczęły kursowanie na trasie Poznań – Mogilno. Ostatni z 22 zamówionych pojazdów (EN76-047) został uroczyście oddany do eksploatacji 25 lutego 2014 na Dworcu Letnim w Poznaniu.
23 sierpnia 2017 województwo wielkopolskie podpisało z Pesą umowę o wartości niemal 239 mln zł (z czego aż 210 mln zł to dotacja unijna) na dostawę 10 pięcioczłonowych zespołów z rodziny Elf II. Miały one zostać dostarczone na początku 2019 i przekazane Kolejom Wielkopolskim w celu obsługi w godzinach szczytu najbardziej obciążonych tras z Poznania Głównego do Rawicza, Jarocina, Ostrowa Wielkopolskiego, Krotoszyna i Krzyża. Na początku września 2019 pierwszych 5 jednostek było gotowych, jednak nie mogły zostać one przekazane ze względu na brak dokumentów dopuszczeniowych. W połowie września stosowane dopuszczenie zostało wydane przez Urząd Transportu Kolejowego i 17 września rozpoczęły się odbiory nowych jednostek. 19 września na Dworcu Letnim odbyło się uroczyste przekazanie jednostki 48WE-003, po którym odbył się kurs inauguracyjny na trasie Poznań Główny – Swarzędz. Dostarczonych było wówczas 5 elfów z tej partii, z czego 4 były odebrane. Dostawy elfów z tego zamówienia zakończono w marcu 2020.
14 lutego 2019 województwo podpisało umowę na zakup kolejnych 5 sztuk 5-członowych elfów 2 z opcją na 2 dodatkowe jednostki. Dostawy zamówionych pojazdów planowane były od czerwca do grudnia 2020, jednakże zostały opóźnione ze względu na pandemię COVID-19. Całkowita wartość zamówienia podstawowego wyniosła 127,45 mln zł brutto (w tym 48,75 mln zł dofinansowania z Programu Operacyjnego Infrastruktura i Środowisko). Ostatecznie 2 pierwsze jednostki przekazano 2 grudnia 2020, kolejne 2 jednostki 28 grudnia, a ostatnią w kwietniu 2021 roku.
W sierpniu 2021 elf EN76-026 pochodzący z pierwszego zamówienia otrzymał okolicznościową okleiną nawiązującej do najważniejszych wydarzeń z 10-letniej historii przewoźnika.
17 stycznia 2023 roku podpisano umowę na kolejne cztery jednostki.

### Polregio Oddział Warmińsko-Mazurski

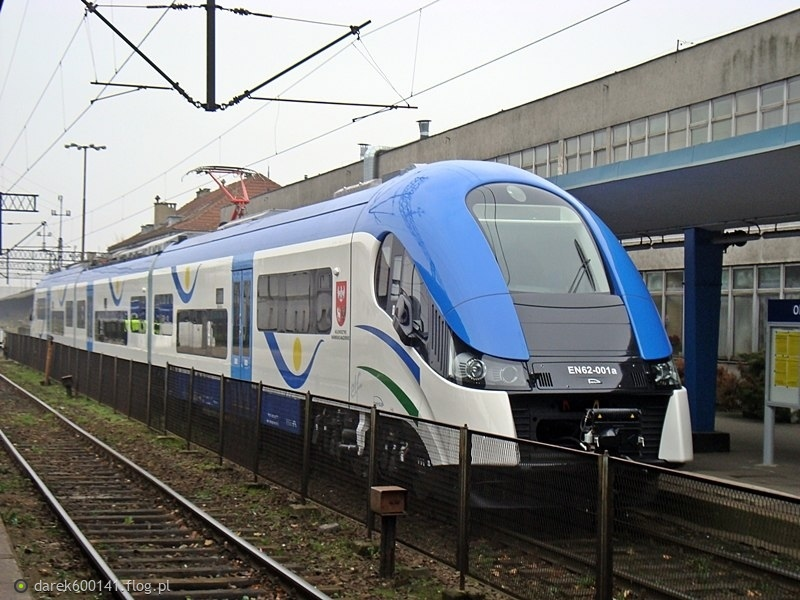
PROWM, 21WE (EN62)

7 listopada 2011 podpisano umowę z samorządem województwa warmińsko-mazurskiego na dostawę jednego 3-członowego elfa. Pesa wygrała przetarg m.in. dzięki zaoferowaniu gwarancji na cały pociąg na 50 lat. 22 listopada 2012 skład został przekazany, po czym miała miejsce jego prezentacja na trasie Olsztyn – Czerwonka.
Elf jest pierwszym elektrycznym pojazdem szynowym należącym do samorządu tego województwa. Dotychczas kupowano tylko pojazdy spalinowe, gdyż na terenie województwa większość linii jest niezelektryfikowanych.
W 2022 roku właściciel pojazdu (urząd marszałkowski) rozważał jego sprzedaż ze względu na wysoki koszt przeglądu P5, jednakże nie było chętnych na jego zakup.

### Polregio Oddział Kujawsko-Pomorski

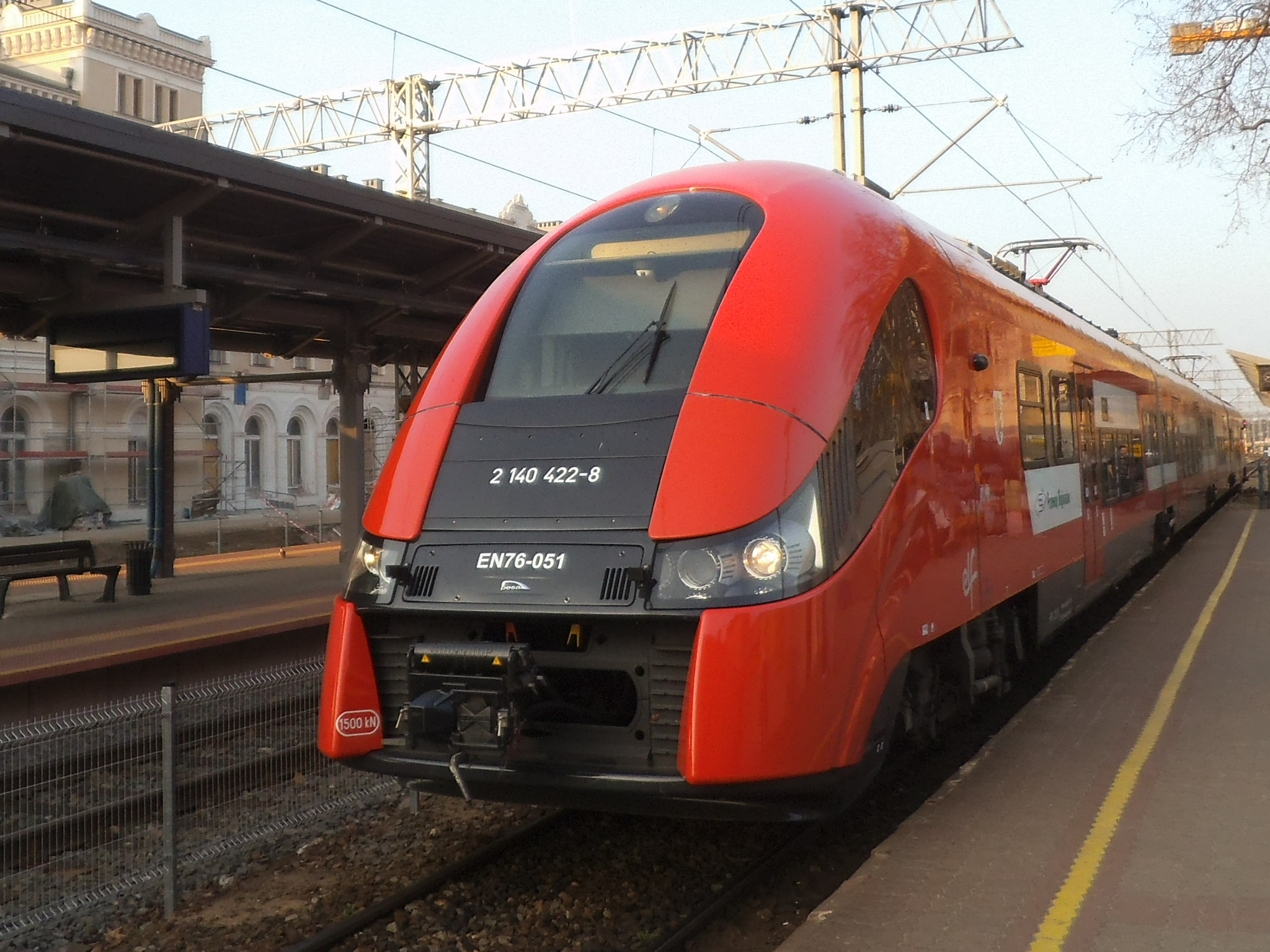
PROKP, 22WEc (EN76)

26 listopada 2013 podpisano umowę z woj. kujawsko-pomorskim na dostawę 5 sztuk 4-członowych elfów. 26 maja 2014 zostały przekazane 2 pierwsze pojazdy, a 27 czerwca odbyła się ich uroczysta prezentacja na stacji Bydgoszcz Główna połączona z uroczystym przejazdem to Torunia. Pojazdy zakupione do obsługi połączeń ramach połączenia BiT City. Dwa kolejne pojazdy zostały przekazane 12 grudnia 2014. Na początku lutego 2015 PR rozpoczęły eksploatację ostatniego – 5. elfa. W grudniu 2015 zaczęto kierować jednostki również na wydłużone relacji do i z Nakła nad Notecią, Jabłonowa Pomorskiego i Włocławka. 19 października 2015 zawarto umowę na rozszerzenie zamówienia o 1 pojazd różniący się od pierwszych 5 większą prędkością eksploatacyjną wynoszącą 160 km/h zamiast 120 km/h. Skład miał zostać dostarczony do końca czerwca 2016, ale ostatecznie wyjechał na tory pod koniec lipca. 1 sierpnia został skierowany do obsługi trasy Bydgoszcz Główna – Gdynia Główna oraz Bydgoszcz Główna – Laskowice Pomorskie.
2 listopada 2022 podpisano umowę na dostawę 5 sztuk 4-członów elfów II, których uroczyste przekazanie odbyło się 25 listopada na stacji Toruń Główny. Tak szybko dostawa była możliwa dzięki temu, że producent sprzedał pojazdy, które pierwotnie miała otrzymać warszawska Szybka Kolej Miejska.
W grudniu 2016 podpisano umowę z Przewozami Regionalnymi na dostawę 4 sztuk elfów II w wersji 2-członowej. Wszystkie jednostki zostały odebrane 27 lutego 2018, a 16 marca odbyło się ich uroczyste przekazanie na stacji Toruń Główny. Składy zostały zakupione przez przewoźnika do obsługi połączeń na terenie województwa kujawsko-pomorskiego.

### Polregio Oddział Podkarpacki

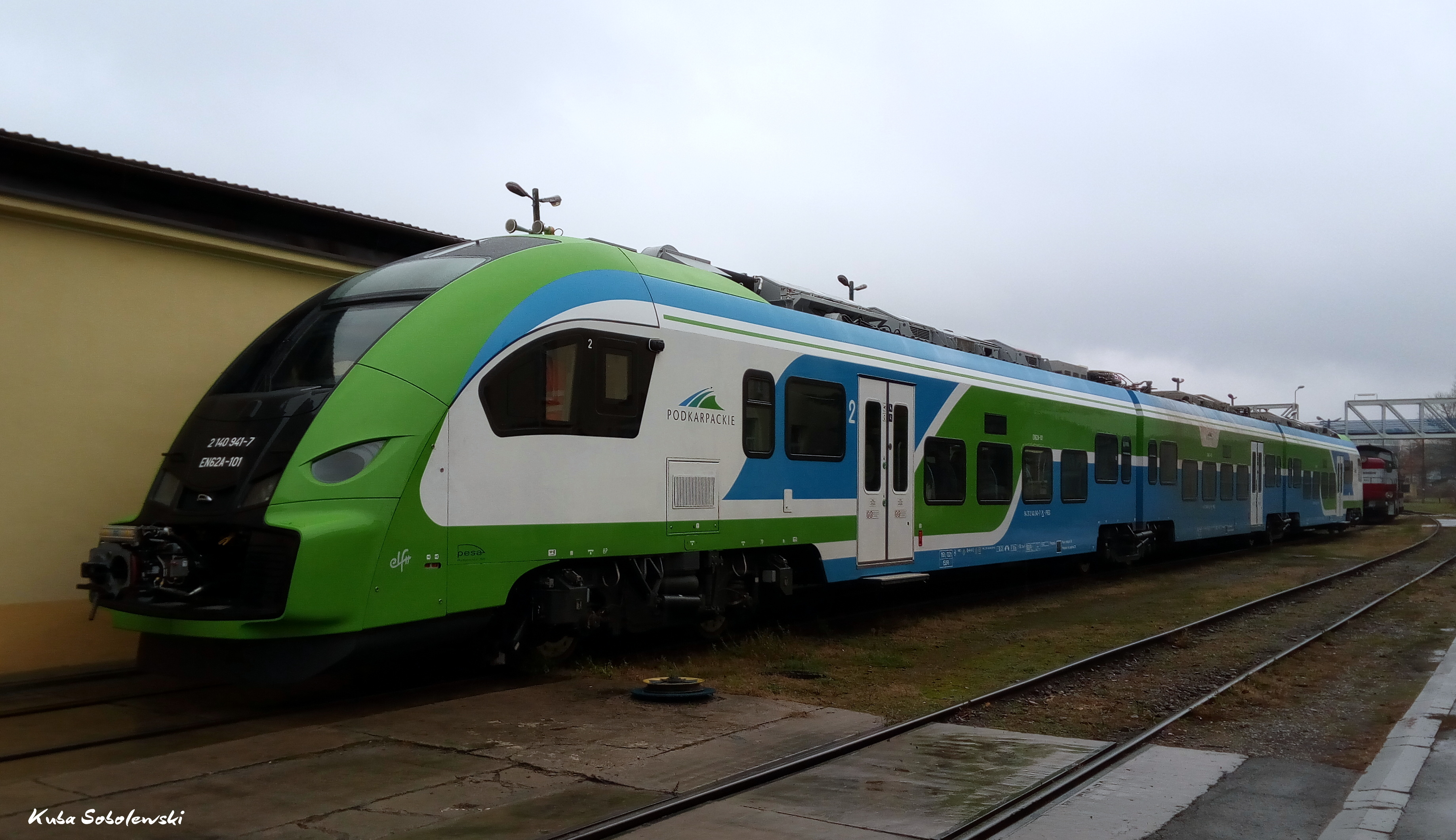
PROP, EN62A

30 stycznia 2017 podpisano umowę z woj. podkarpackim na dostawę 7 sztuk elfów II: 5 w wersji 3-członowej i 2 w wersji 4-członowej. Pierwsze pojazdy, zgodnie z umową, miały zostać dostarczone do czerwca 2017, a pozostałe do marca 2018 roku. Podpisany został jednak aneks, zgodnie z którym termin dostawy dwóch pierwszych składów został przesunięty na termin dostawy trzeciego pojazdu – 30 września 2017. Termin ten również nie został dotrzymany, w związku z czym urząd marszałkowski rozpoczął naliczanie kar umownych. Ostatecznie pierwszy pojazd został dostarczony w połowie listopada. 21 listopada odbyły się próby elfów w trakcji potrójnej na trasie Rzeszów – Dębica, 27 listopada ich przekazanie, a 4 grudnia oficjalna prezentacja. 6 czerwca 2018 zakończono dostawy jednostek 3-członowych. 20 sierpnia dostarczono pierwszą jednostkę 4-członową, a 27 września na stacji Rzeszów Główny uroczyście przekazano drugą, a jednocześnie ostatnią jednostkę, oklejoną w barwy narodowe z okazji 100-lecia niepodległości.

### Koleje Małopolskie

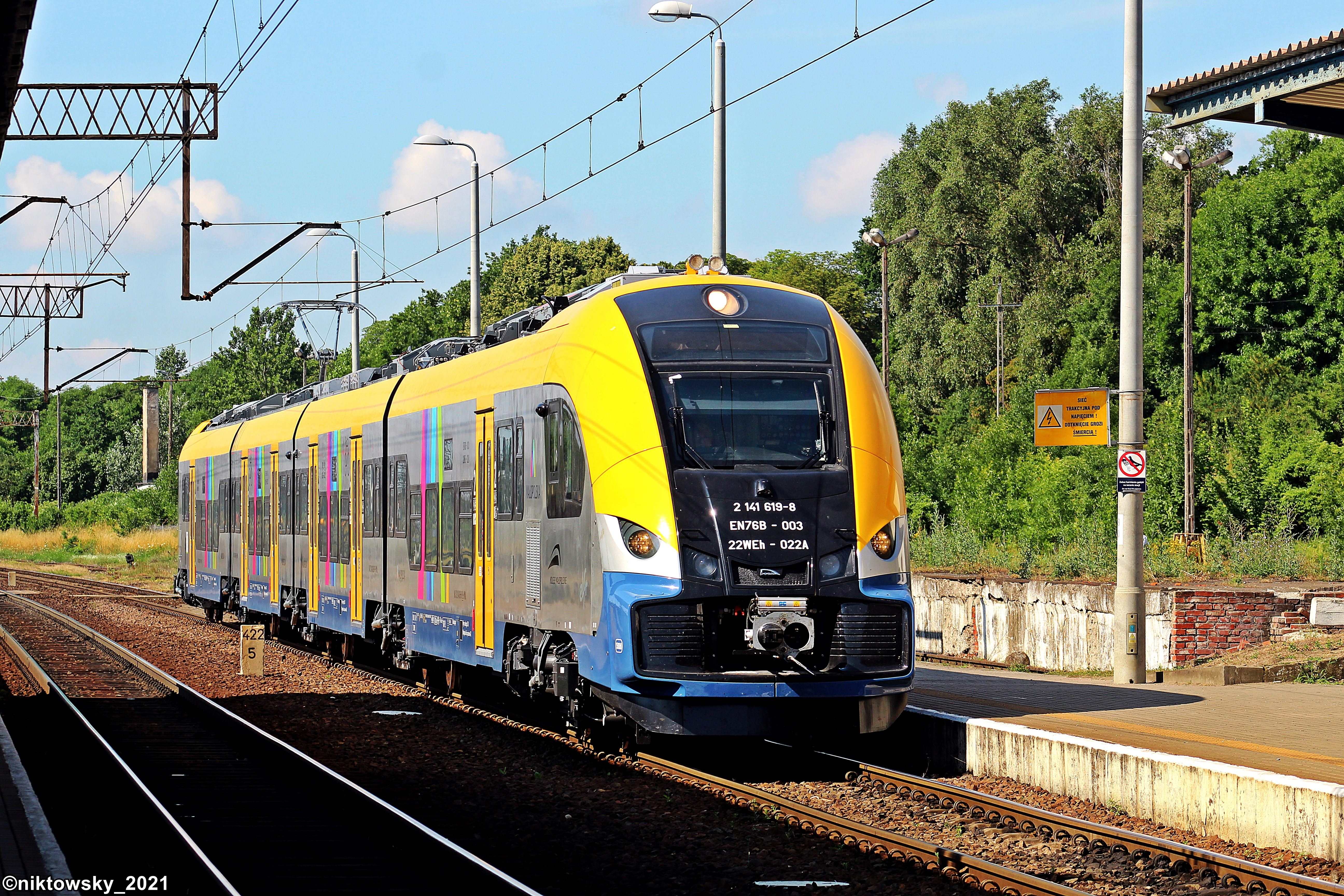
Koleje Małopolskie, 22WEh (EN76B)

28 października 2019 podpisano umowę z województwem małopolskim na dostawę 4 sztuk elfów II w wersji 4-członowej dla Kolei Małopolskich. Pierwsze dwie egzemplarze zostały odebrane w sierpniu 2021 roku, z czego egzemplarz EN76B-001 rozpoczął kursowanie z pasażerami 12 sierpnia. 17 sierpnia natomiast odbyło się uroczyste przekazanie i prezentacja 2 pierwszych jednostek. 27 sierpnia dostarczono dwie pozostałe sztuki.

### Koleje Dolnośląskie

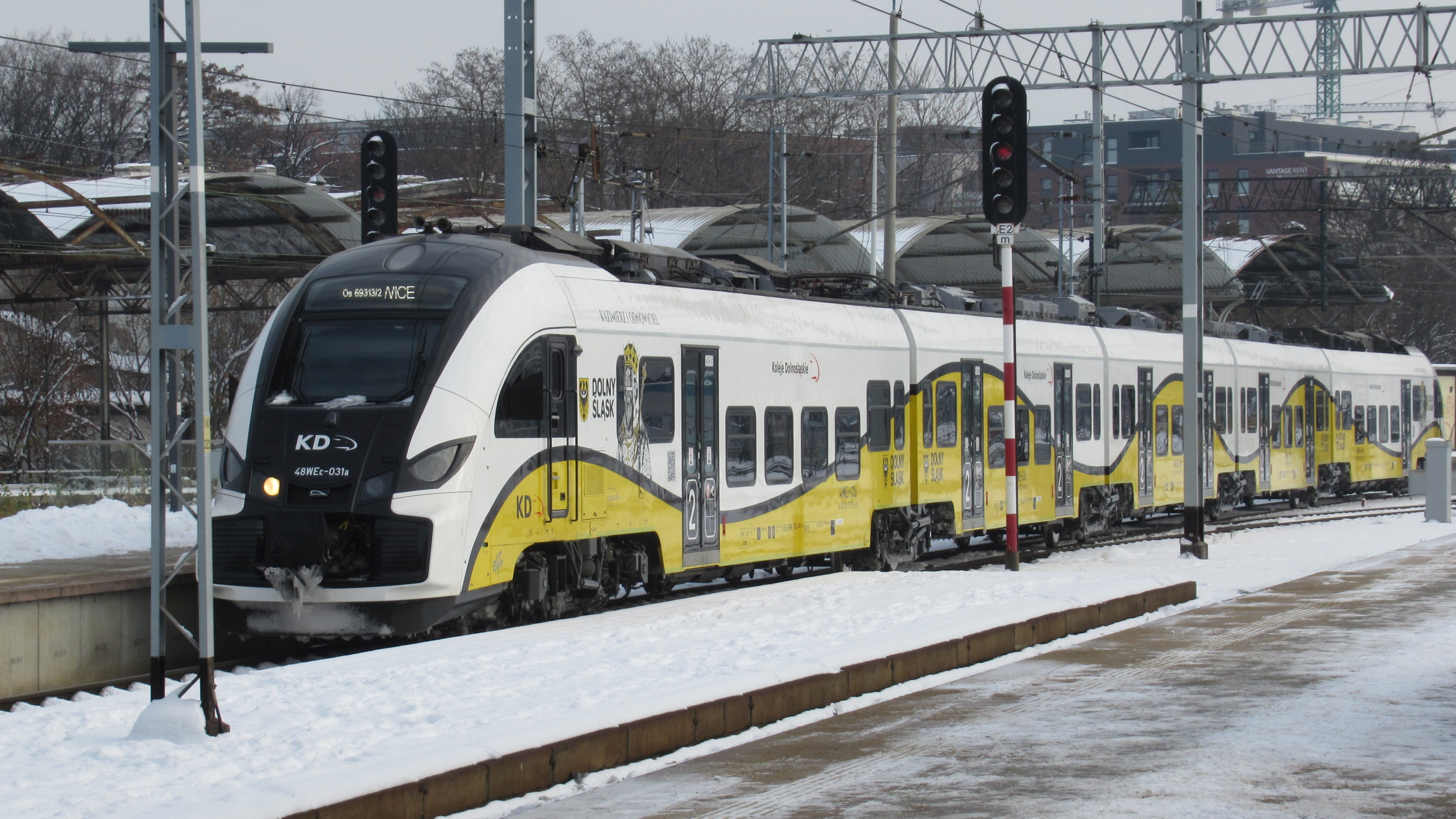
Koleje Dolnośląskie, 48WEc

29 września 2020 podpisano umowę z Kolejami Dolnośląskimi na dostawę 5 sztuk elfów II w wersji 5-członowej z opcją na kolejne 20 składów. W marcu 2021 zarząd przewoźnika podjął decyzję o rozszerzeniu zamówienia o 8 sztuk. W marcu 2022 Koleje Dolnośląskie skorzystały z pozostałej części prawa opcji, dzięki czemu zamówiono łącznie 25 pojazdów. Pod koniec lipca gotowe były 2 pierwsze jednostki, a 18 sierpnia rozpoczęły kursowanie na linii Wrocław Główny – Jelcz-Laskowice. Dostawy zakończono w lipcu 2024.
29 sierpnia 2024 podpisano umowę z Kolejami Dolnośląskimi na dostawę kolejnych 10 sztuk elfów II w wersji 5-członowej.

### RegioJet

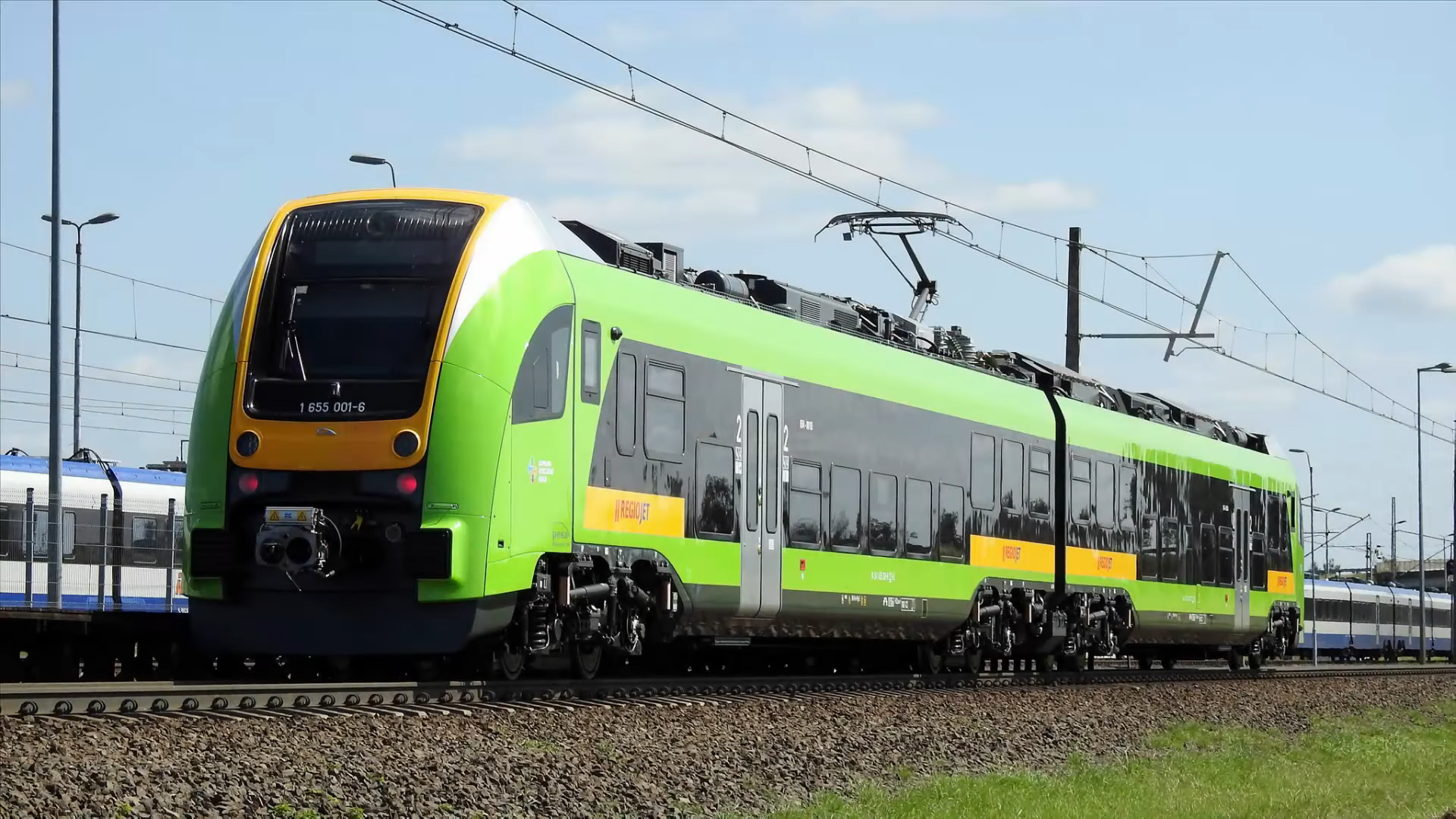
RegioJet, 654

W marcu 2019 Pesa podpisała umowę z czeskim prywatnym przewoźnikiem kolejowym RegioJet na dostawę 7 dwuczłonowych EZT Elf.eu, które mają zostać skierowane do obsługi połączeń regionalnych w kraju usteckim. Jest to pierwszy kontrakt na dostawę elfów poza Polskę. Będą to także pierwsze wielosystemowe jednostki z rodziny Elf. 11 grudnia 2022 pierwsze 3 jednostki weszły do eksploatacji m.in. na linii Ústí nad Labem – Děčín východ, a w lutym 2023 pozostałe 4 jednostki.
W listopadzie 2022 poinformowano o podpisaniu umowy ramowej na dostawę 30 pojazdów oraz pierwszej umowy wykonawczej na 7 pojazdów 3-członowych. Z początkiem kwietnia 2025 RegioJet wprowadził do eksploatacji siedem trójczłonowych Elf.eu.

### CFR Călători
19 grudnia 2023 w Bukareszcie podpisana została umowa na dostawę 20 elektrycznych zespołów trakcyjnych (z opcją na 9 dodatkowych) klasy Inter-Regio dla Kolei Rumuńskich i Agencji Reformy Kolei. Do podpisania umowy doszło pomimo tego, że w toku było postępowanie apelacyjne złożone przez Alstom, który jeszcze przed podpisaniem umowy odwołał się od decyzji o wyborze najkorzystniejszej oferty. Odwołanie Alstom w listopadzie 2023 zostało odrzucone przez rumuński odpowiednik Krajowej Izby Odwoławczej, jednakże w lutym 2024 są apelacyjny nakazał ponowną ocenę ofert. 14 maja 2025 nastąpiło rozszerzenie umowy o dodatkowe 9 EZT (z 20 na 29 EZT).
30 stycznia 2024 podpisano zostało natomiast mowa na 62 EZT dla regionów: Bukareszt, Jassy i Kluż-Napoka. 18 maja 2025 do Rumuni dotarł pierwszy pociąg z tego zamówienia, a 22 maja został zaprezentowany podczas konferencji kolejowej w Oradei. 

## Nagrody i wyróżnienia
- 2010 – tytuł Osiągnięcie w Technice i Ochronie Środowiska przyznany przez Radę Toruńską Federacji Stowarzyszeń Naukowo-Technicznych NOT[66]
- 2011 – najlepszy produkt w konkursie Stowarzyszenia Inżynierów i Techników Komunikacji na targach Trako w Gdańsku[260]
- 2017 – nagroda główna w kategorii pojazdy w konkursie Stowarzyszenia Inżynierów i Techników Komunikacji na targach Trako w Gdańsku[261]